# Lockheed Martin F-35 Lightning II
Lockheed Martin F-35 Lightning II je americký bojový letoun, který vznikl jako výsledek programu Joint Strike Fighter (tj. společný útočný stíhač), vyhlášeného ministerstvem obrany USA, za účelem vytvoření jednotné víceúčelové stíhačky, která by byla zařazena do výzbroje USAF, USN, USMC a spojenců NATO. Díky tomu je možné stroje vyrábět ve velkých sériích, což podstatně snížilo jejich cenu. Jeho výrobcem je Lockheed Martin.
Jde o třídu jednosedadlových, jednomotorových víceúčelových stíhacích letounů páté generace ve vývoji, určených k provádění pozemních útoků, průzkumu a vzdušných obranných misí s technologií Stealth.
Jelikož mají různé verze F-35 nahradit tak různorodé stroje, jako je A-10 Thunderbolt II, F-16 Fighting Falcon, AV-8B Harrier II a F/A-18 Hornet, vznikly tři hlavní verze tohoto letounu: první je varianta s konvenčním vzletem a přistáním (F-35A), druhou je varianta s krátkým vzletem a svislým přistáním (F-35B) a třetí je varianta určená pro operace z letadlových lodí s charakteristikami CATOBAR (F-35C). Budou tak představovat většinu amerického taktického letectva s lidskou posádkou. Pro potřeby dalších uživatelů (Izraelské vojenské letectvo a Kanadské královské letectvo) vznikly další dvě modifikace.
Spojené státy uvažují o koupi 2 443 těchto letadel. Celkové náklady projektu F-35 Lightning II, které platí americký poplatník po započítání i provozních a servisních nákladů na 55 let dopředu, by se měly vyšplhat přes 1500 miliard dolarů. Do této částky jsou již zahrnuty náklady na vývoj v hodnotě 59,2 miliard dolarů a na pořízení všech letadel v hodnotě 261 miliard dolarů. Letadlo by se tak mělo stát základním kamenem letectva NATO a spojenců USA, jeho vývoj je plánován do roku 2050 a podpora do roku 2080.

## Vývoj

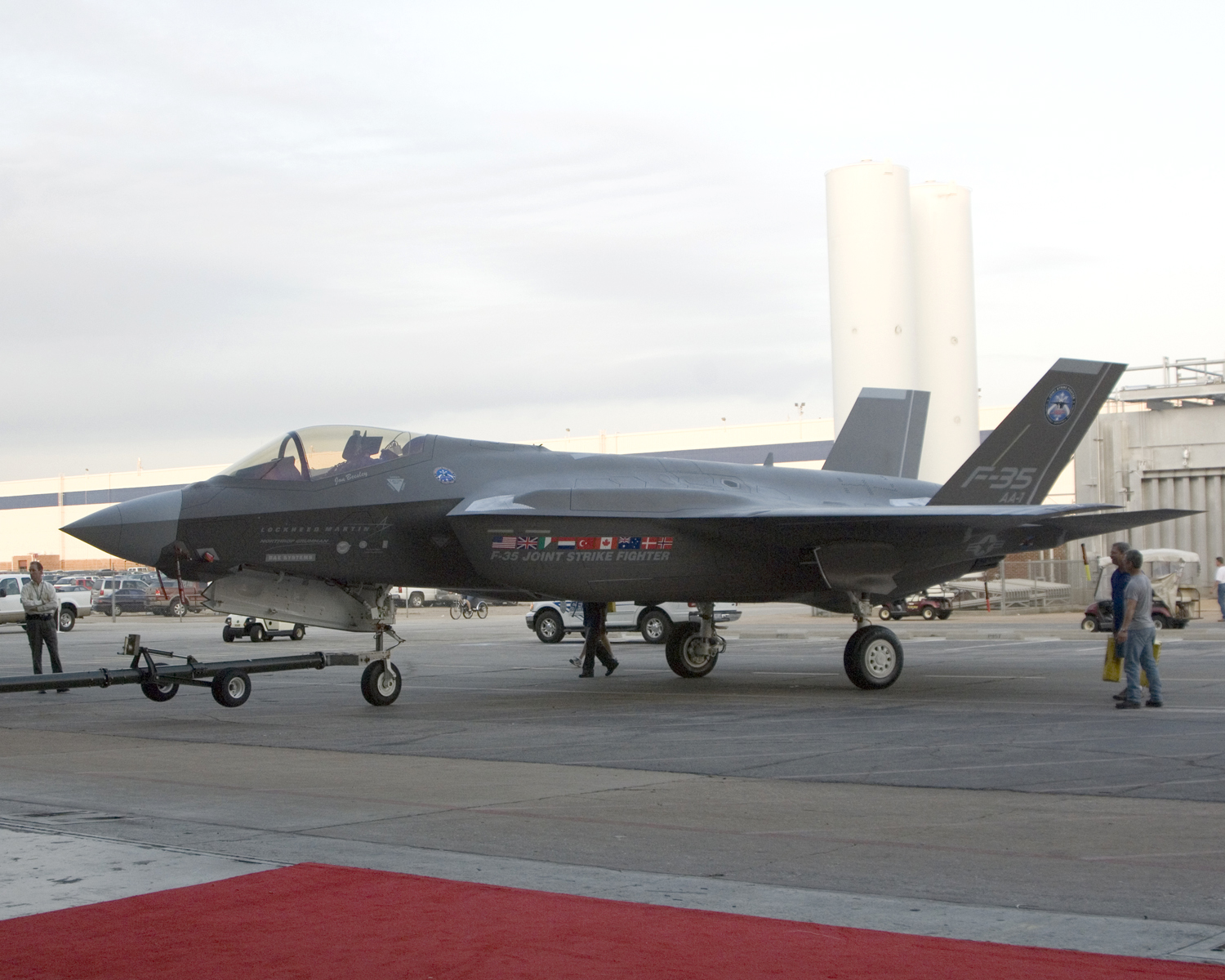
Prototyp F-35A 7. července 2006

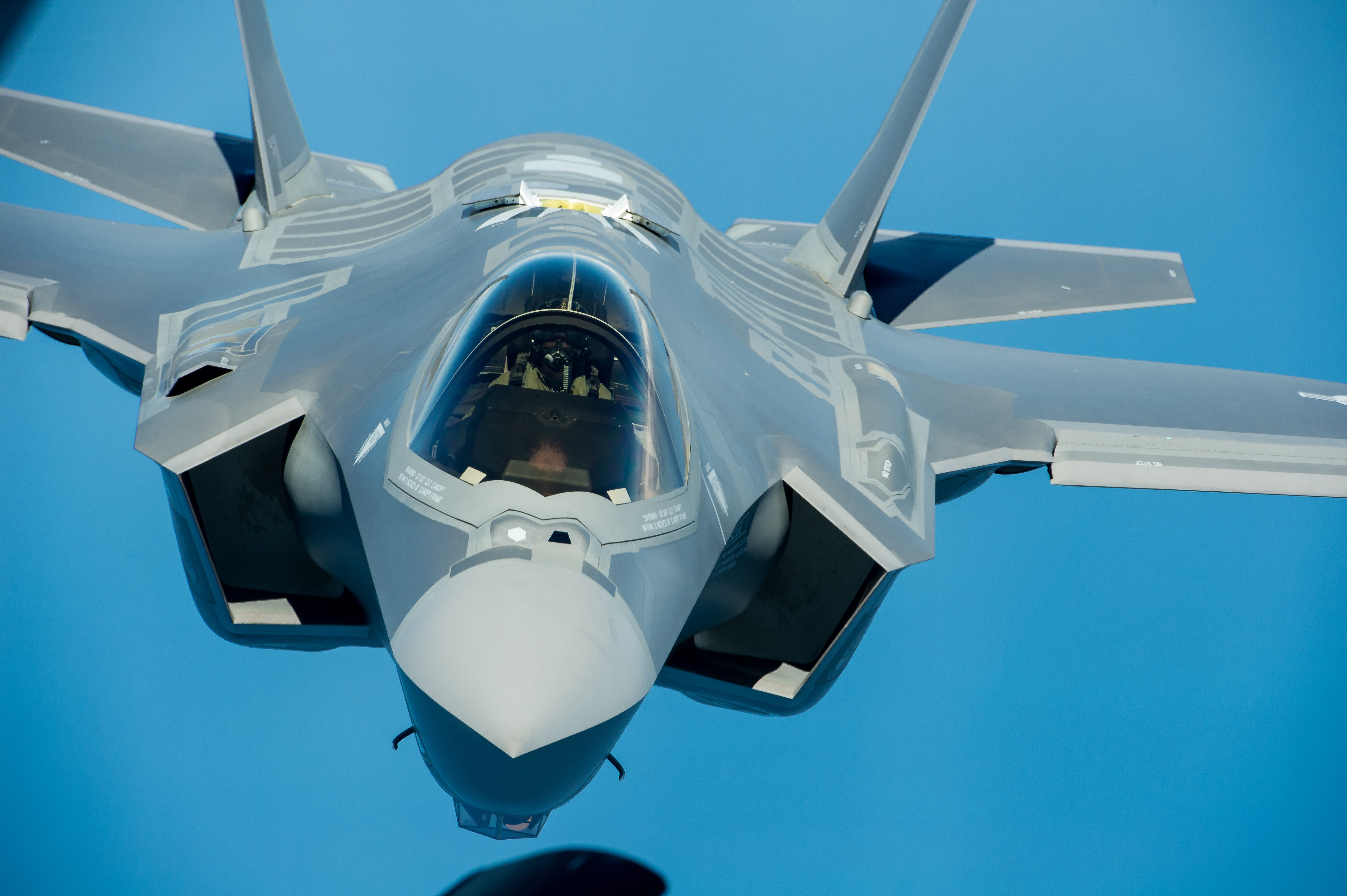
F-35A s otevřenými dvoudílnými dveřmi za kokpitem pilota před tankováním paliva

V roce 1996 byl oficiálně zahájen program JSF (Joint Strike Fighter), z něhož později vzešel víceúčelový bojový letoun F-35 Lightning II. Na vývoji letadla začaly pracovat dvě konkurenční skupiny firem, z nichž jako první zahájila letové zkoušky skupina pod vedením společnosti Boeing. Prototyp X-32A se jim podařilo dostat do vzduchu již 18. září 2000, ovšem let byl předčasně ukončen kvůli úniku oleje. Druhá skupina firem pod vedením společnosti Lockheed Martin vzlétla se svým prototypem X-35A dne 24. října 2000. První let proběhl bez problémů, podobně jako ty následující při vyšších rychlostech, a tak se již 7. listopadu testovalo tankování za letu. Koncepce Boeingu byla lepší podle původního zadání, ale jak se požadavky měnily, ztrácela na atraktivnosti, až byly obě koncepce vyrovnané.
Nakonec, po sérii zkoušek trvajících celý rok, v říjnu 2001 zvítězil X-35 skupiny Lockheed, a to kvůli lépe řešenému systému motorů u varianty s kolmým startem F-35B. F-35B je konvenční stíhací stroj s velkým poměrem tahu k hmotnosti. Svým řešením připomíná větší, pokročilejší a také dražší dvoumotorový F-22A Raptor, který také ve stavech USAF doplní.
Dalšími důvody vítězství byly hlavně:
- vyšší spolehlivost prototypu X-35B při letech v extrémních podmínkách,
- lepší ovladatelnost varianty X-35C při letech v nízkých rychlostech během přistávání na letadlových lodích,
- lepší předpoklady všech verzí X-35 na vybavení letadla množstvím senzorů klíčových pro začlenění stroje do konceptu digitálního bojiště, a
- možnost využití technologií vyvinutých společností Lockheed Martin pro F-22 Raptor.

Kromě společnosti Lockheed Martin se tak vítězi v soutěži staly i partnerské firmy Northrop Grumman a BAE Systems.
V únoru 2006 sjel z linky ve Fort Worthu v Texasu první sériově vyrobený kus F-35A a v prosinci téhož roku uskutečnil svůj první let. 11. června 2008 uskutečnila první let i varianta F-35B, v rámci kterého se dostala do výšky asi 4570 m. Všechny plánované testy motoru a řízení proběhly bez jakýchkoliv problémů. 19. ledna 2012 se uskutečnil nad základnou Edwards první noční let s letadlem F-35A. Úspěšné ukončení této mise otevřelo cestu k zahájení testů nočního tankování, které se konalo 26. března 2012 za asistence tankovacího letounu KC-135. Dalším významným milníkem v programu JSF byla první přistání letadel F-35 na palubách letadlových lodí. V roce 2011 přistála varianta F-35B na palubě USS Wasp a dne 3. listopadu 2014 zrealizoval na palubě USS Nimitz své první přistání i F-35C.
31. července 2015 dosáhlo prvních 10 strojů F-35B (letka VMFA-121) počátečních operačních schopností. 2. srpna 2016 dosáhla počáteční operační způsobilost (Initial Operational Capability) varianta F-35A. Stalo se tak v případě strojů 34. stíhací peruti USAF dislokované na Hill Air Force Base. Palubní verze F-35C dosáhla počáteční operační způsobilosti k 28. únoru 2019 u námořní letecké jednotky VFA-147.

## Konstrukce

### Motor

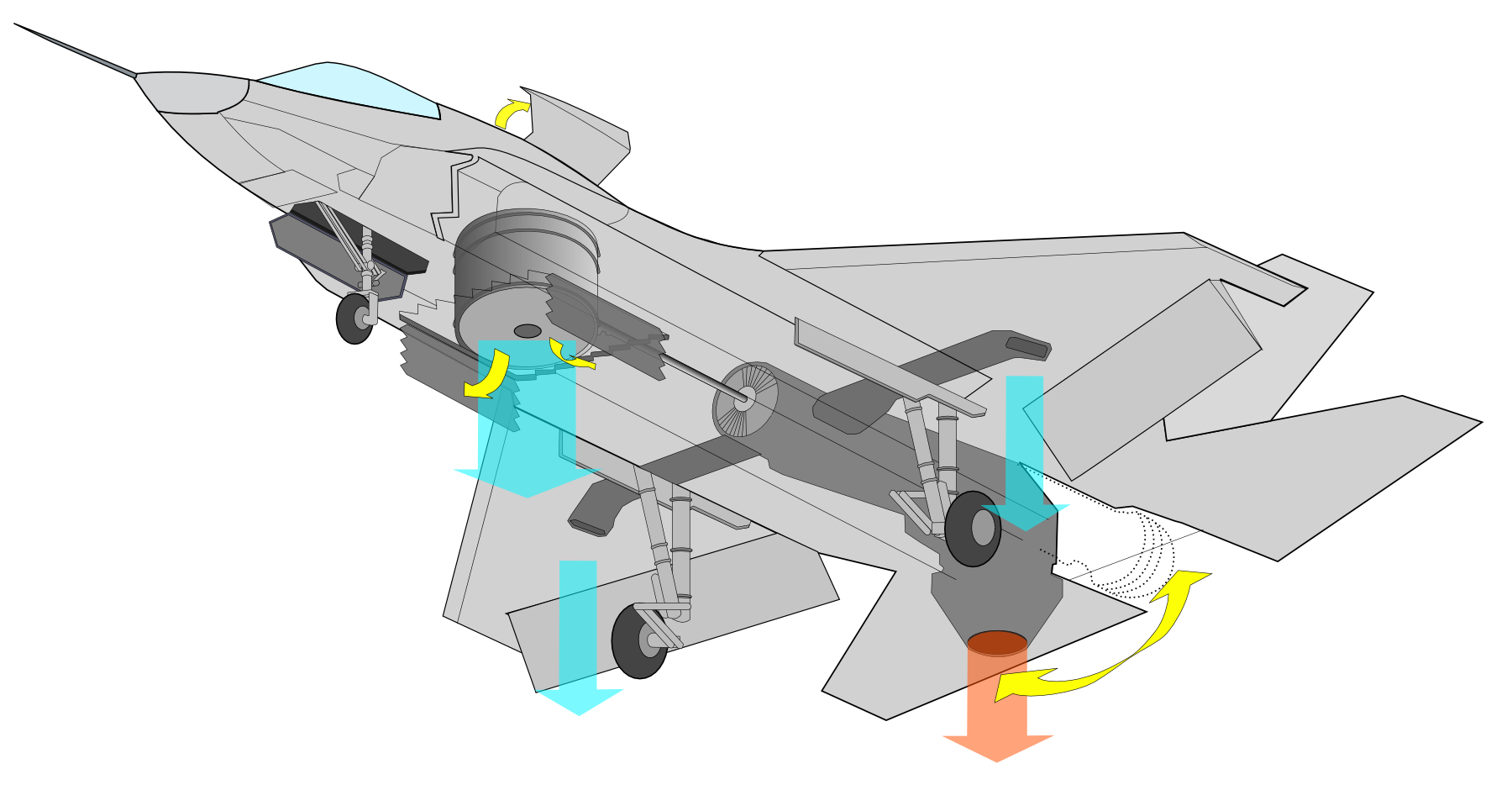
Vektorování tahu a vstupní ústrojí na letounu F-35B

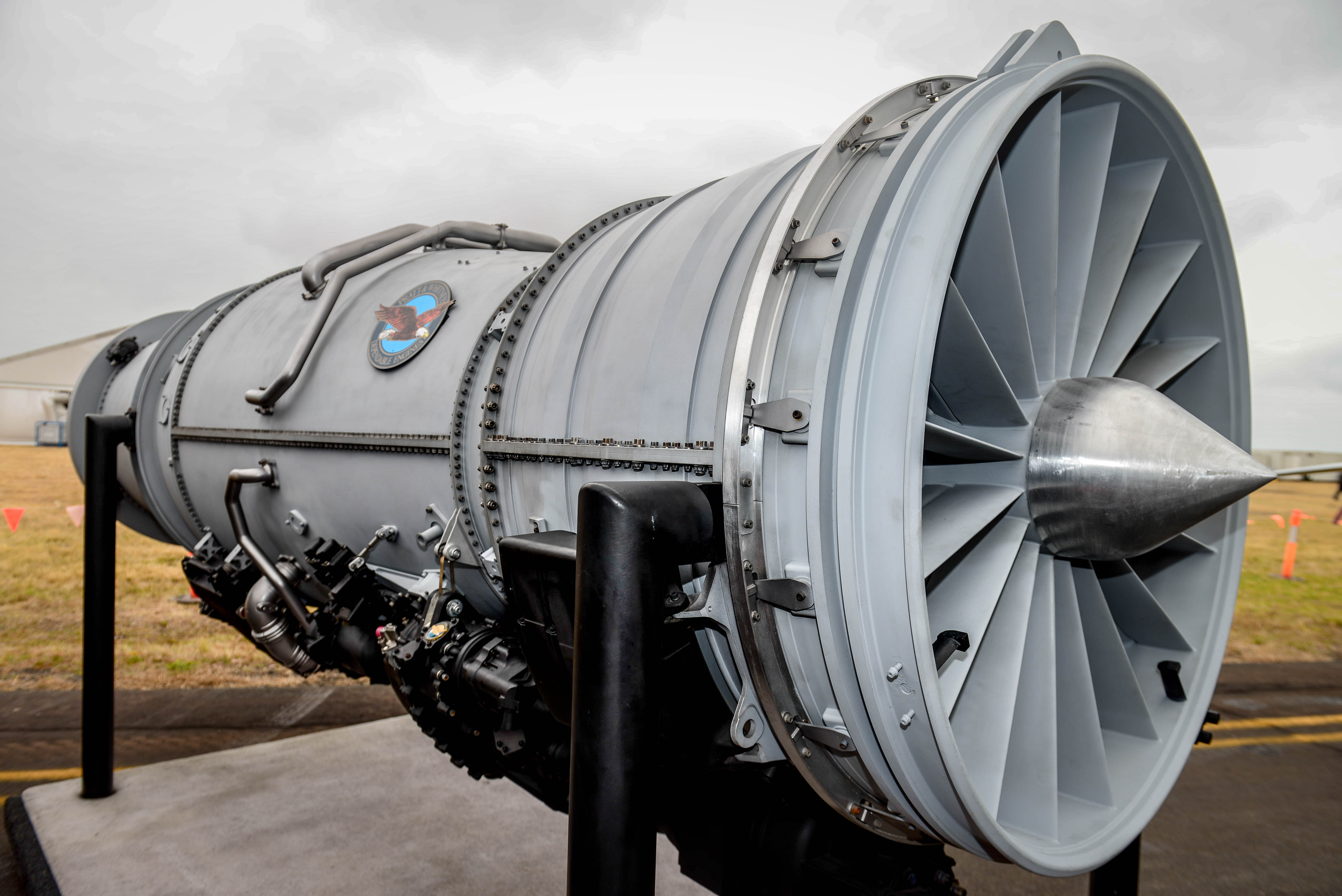
Motor F135-PW-100 pro variantu F-35A

Pohonnou jednotkou letounu F-35 je  dvouproudový motor F135 od společnosti Pratt & Whitney, díky kterému dosahuje stíhačka maximální rychlosti více než Mach 1,6. Pratt & Whitney F135 s přídavným spalováním dosahuje tahu 191 kN, což z něj dělá nejsilnější motor, jaký byl kdy instalován do stíhacích letounů. Kromě předních průduchů je vzduch do motoru přiváděn i dvoudílnými dveřmi, umístěnými na hřbetu letadla, hned za kokpitem.
Není náhoda, že F-35B využívá zdvihové dmychadlo, podobné tomu z letadla Jak-141.[rozpor] Konstrukční kancelář Jakovlev totiž poskytovala technickou podporu při vývoji dmychadla v F-35B, umístěného za kokpitem.[ve zdroji nenalezeno][ve zdroji nenalezeno]
Vzduch vychází ven přes zadní trysku s vektorováním tahu, ale i přes menší trysky v křídlech, které se používají při vyrovnávání letadla během vzletu. Systém vektorování tahu je nezbytný pro variantu s krátkým vzletem a svislým přistáním, ale u varianty F-35A použitý nebyl, protože by to zbytečně navýšilo výrobní náklady.
Jako alternativa k F135 byl vyvíjen motor General Electric/Rolls-Royce F136 od společností General Electric a Rolls-Royce. Práce na vývoji však byly pozastaveny v prosinci 2011 poté, co Kongres Spojených států zamítl další financování.

### Kokpit

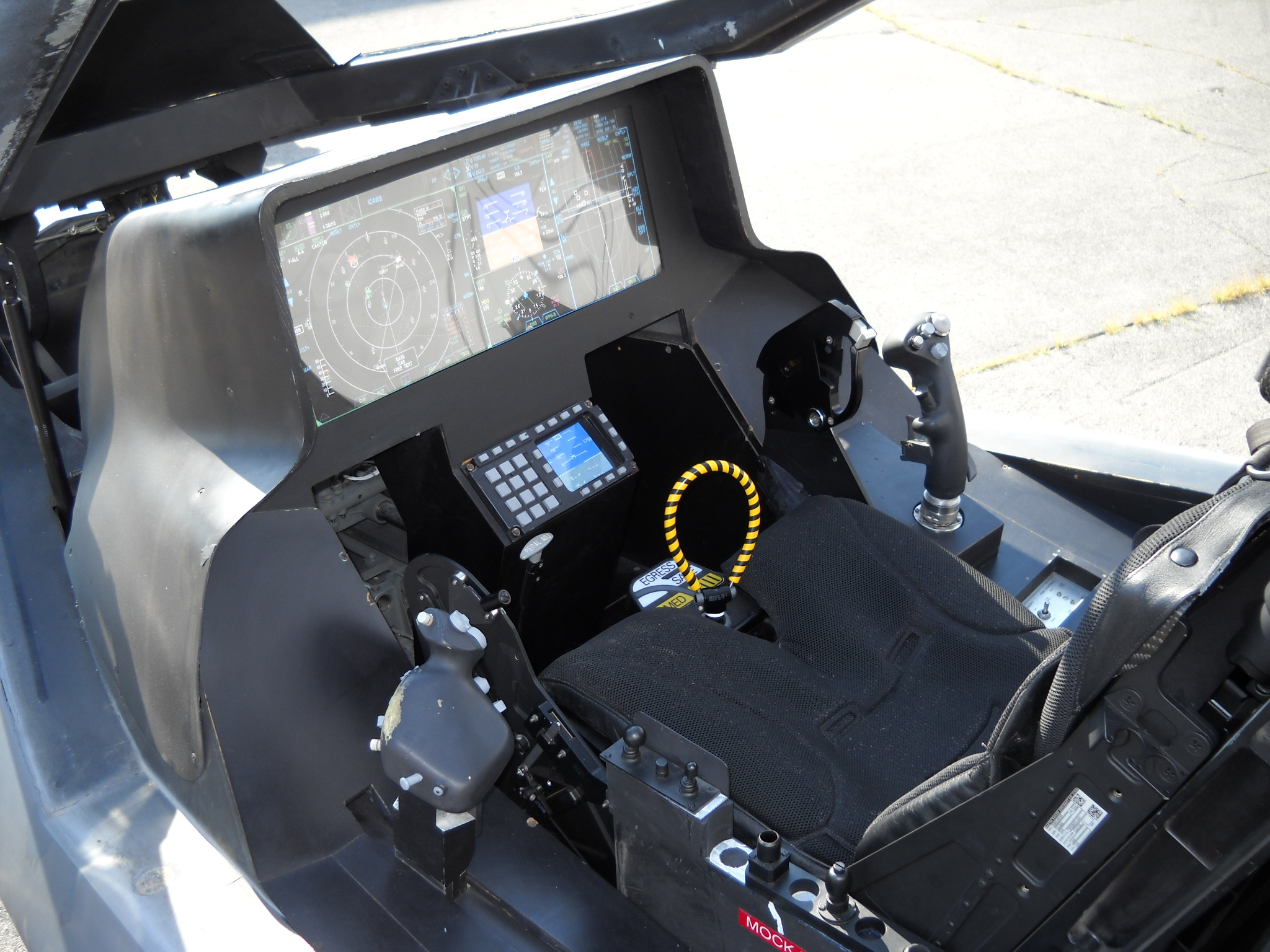
Kabina pilota F-35

Kokpit F-35 je vybaven jediným dotykovým displejem po celé šířce přístrojové desky a jeho rozměry jsou 50 x 20 centimetrů. F-35 bude po 50 letech prvním americkým bojovým letadlem, které nebude mít průhledový displej (HUD). Nejdůležitější informace, které tento displej dosud zobrazoval, budou pilotovi promítány na displej integrovaný v přilbě. Součástí přilby je i zaměřovač, díky kterému může pilot uzamknout cíl, předat informace o cíli raketě a vystřelit i tzv. „přes rameno“. V současnosti piloti F-35 používají přilbu Gen 2, vyvinutou konsorciem Rockwell Collins ESA Vision Systems. 11. srpna 2015 však konsorcium oznámilo dodání první přilby nové generace Gen 3. Ta by měla zajistit lepší spolupráci se senzory, díky čemuž pilot dostane informace ze 6 infračervených senzorů v reálném čase. Přilba má také vylepšený software, kvalitnější displej, poskytuje pilotovi lepší vidění v noci a měla by být zavedena do používání v roce 2016.
Aby se minimalizoval reakční čas pilota při náročných bojových podmínkách, v kokpitu je využit koncept HOTAS (Hands-On-Throttle-And-Stick), tj. nejdůležitější ovládací prvky jsou umístěny na plynové a řídicí páce.
Letadlo je vybaveno systémem rozpoznávání řeči, díky čemuž jej pilot může ovládat i hlasovými pokyny. Podobný systém byl v USA v minulosti testován na experimentálním letadle F-16 VISTA a použitý pouze na stroji AV-8B Harrier II. Systém rozpoznávání řeči je již integrován i v evropských letadlech (např. Eurofighter Typhoon, Dassault Rafale), ale zatím není známo jeho efektivní využití v boji.

### Avionika

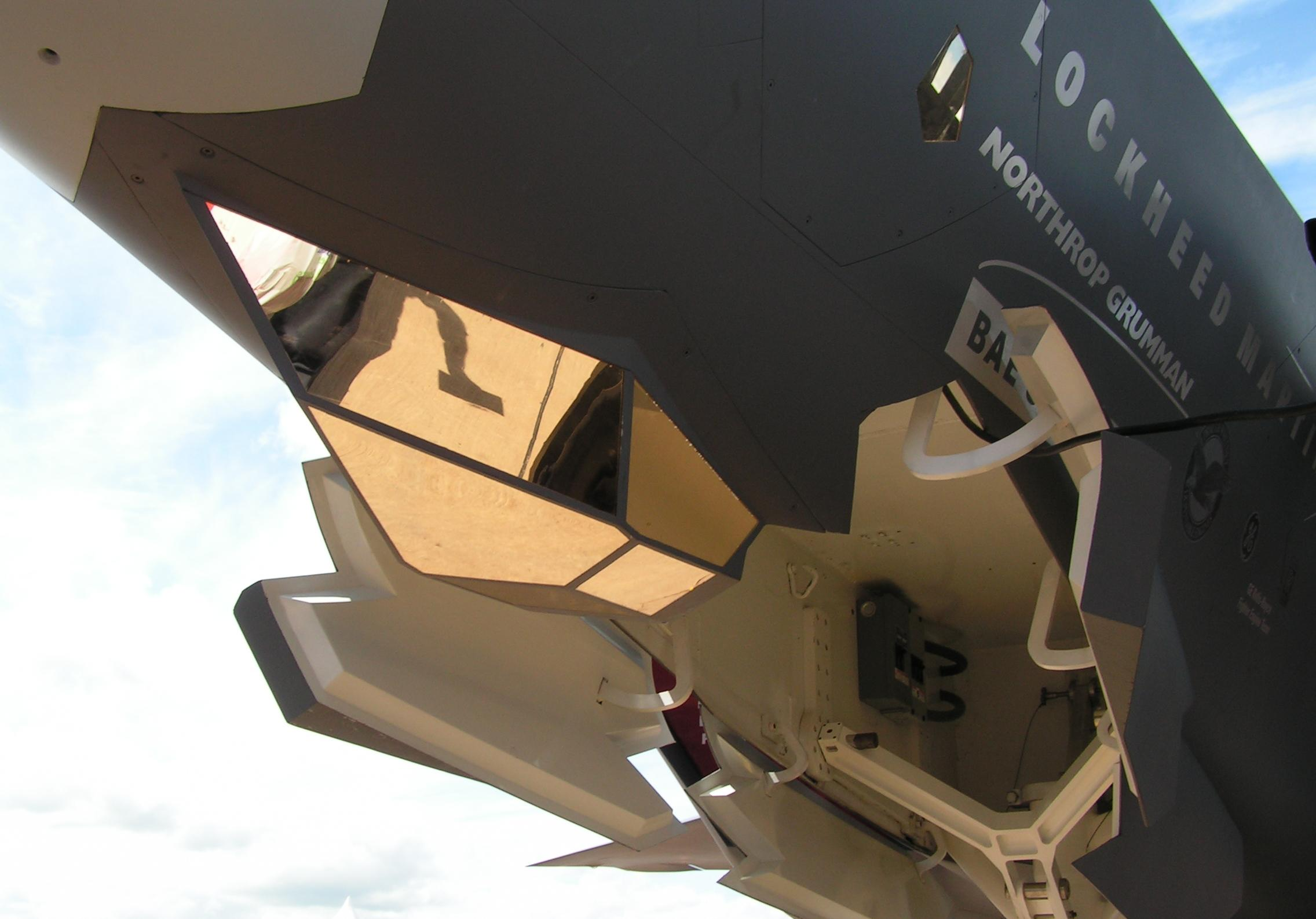
Elektrooptický systém F-35

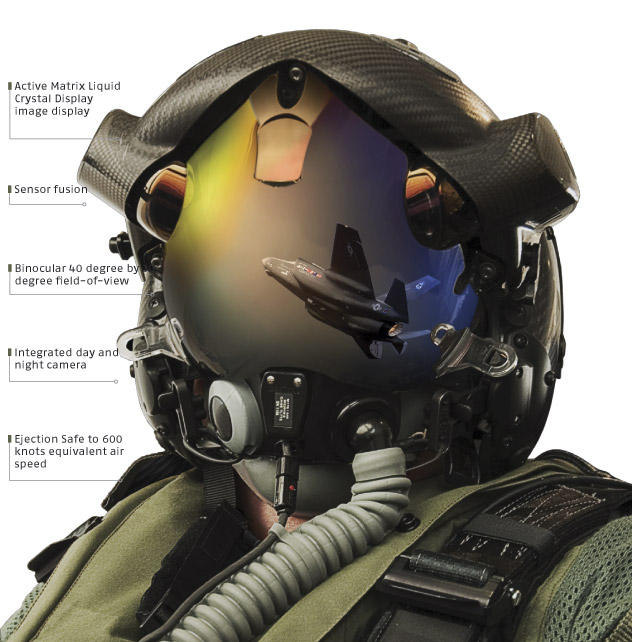
Přilba od Rockwell Collins ESA Vision Systems

Letadla F-35 jsou vybavena radarem typu AESA (Active Electronically Scanned Array), vyvinutým společností Northrop Grumman. Jde o moderní radar s aktivním elektronickým vychylováním paprsku a nese označení AN / APG-81. Radar funguje ve více módech tak, že při zaměření vzdušných a pozemních cílů poskytuje pilotovi neustále vynikající přehled o dění v jeho okolí. Vyznačuje se vysokým výkonem vůči rušení, pokročilými možnostmi identifikace nepřítele a schopností vysokorychlostní komunikace. Při testech dokázal radar do 9 sekund najít a následně sledovat 23 cílů rozptýlených až do vzdálenosti 160 km. V módu vzduch-země mapuje terén ve vysokém rozlišení a je schopen identifikovat velké množství pozemní vojenské techniky, kterou v případě pohybu dokáže neustále sledovat. Dokáže přesně lokalizovat, identifikovat a rušit prostředky protivzdušné obrany z bezpečné vzdálenosti.
Součástí elektrooptického systému AN / AAQ-37 je 6 pasivních infračervených senzorů, rozmístěných po celém draku. Tyto senzory nahrazují klasické prostředky pro noční vidění, poskytují pilotovi přehled o situaci ve všech směrech (360° vertikálně i horizontálně), dokážou vyhledat a sledovat blížící se letadlo a fungují také jako varovný systém před letícími raketami. Navíc poskytují pilotovi informace o pozici výstřelu řízené střely, údajně až na vzdálenost 1 900 km (1200 mil).
AN / ASQ-239 (Barracuda) je systém elektronického boje, který sdružuje informace, získané z několika senzorů, jako je radar, infračervené senzory nebo radarový výstražný systém, sestávající z deseti antén.

### Výzbroj

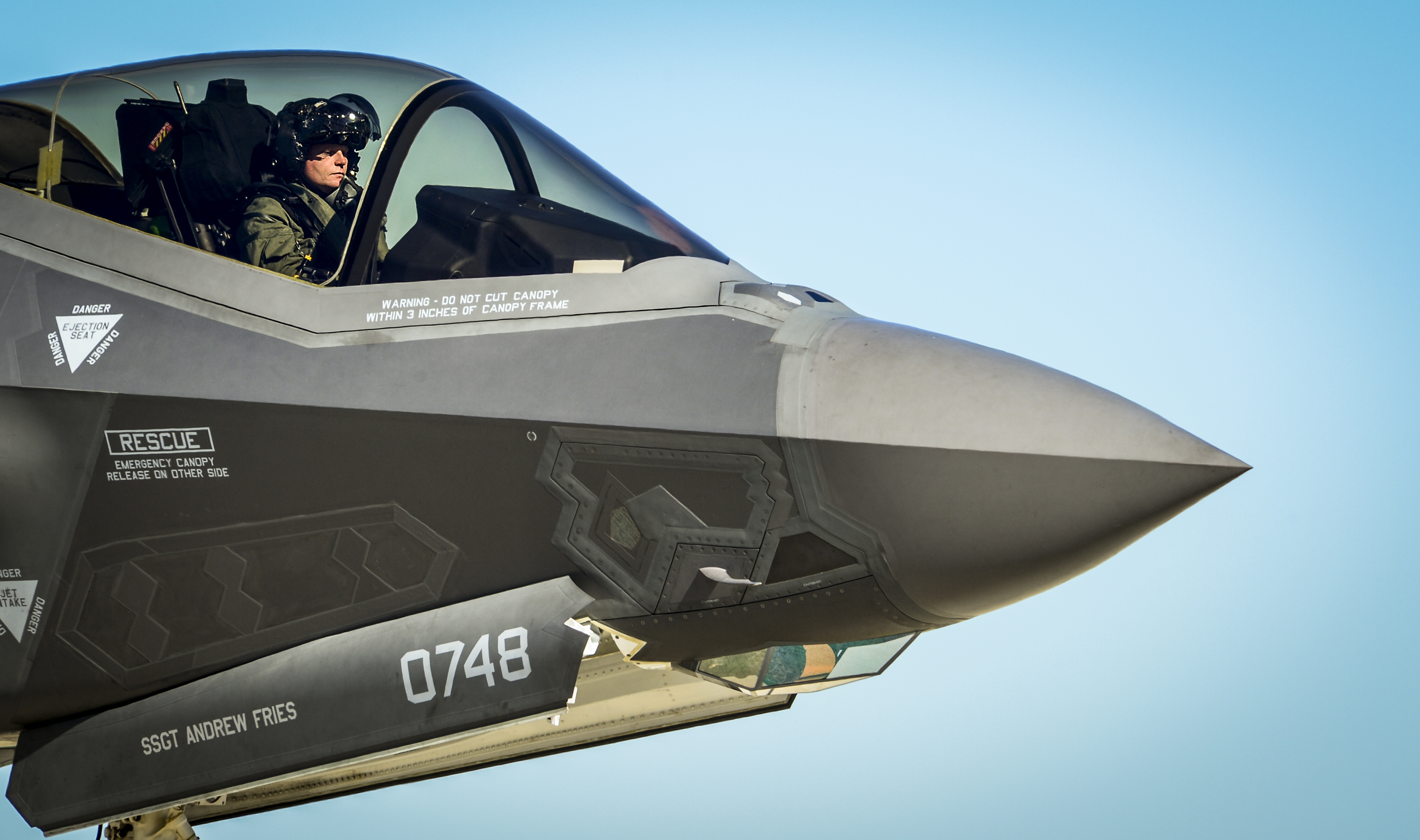
Detail přídě F-35 s dveřmi podvozku a přístupovými panely

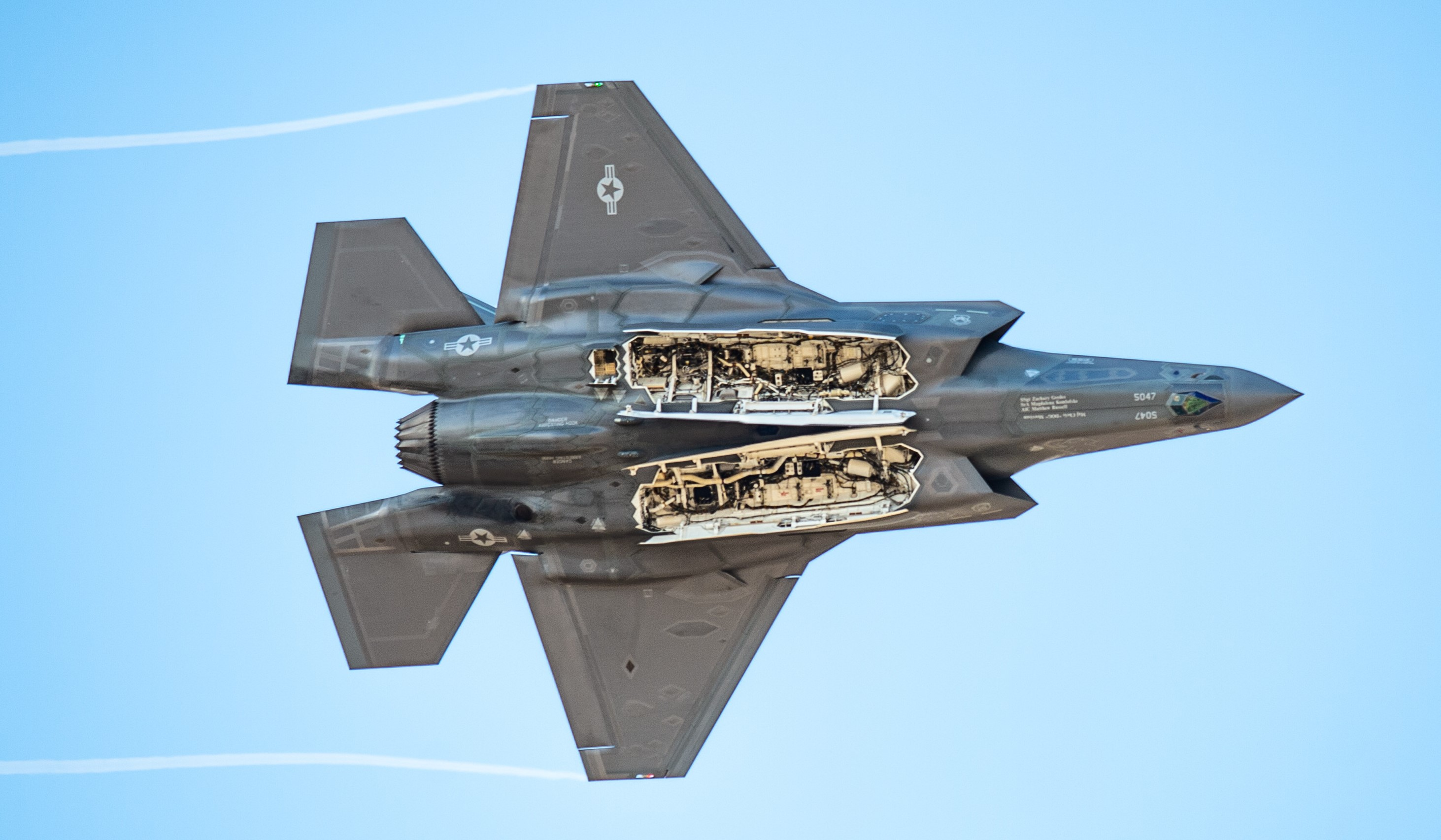
F-35A s otevřenou pumovnicí.

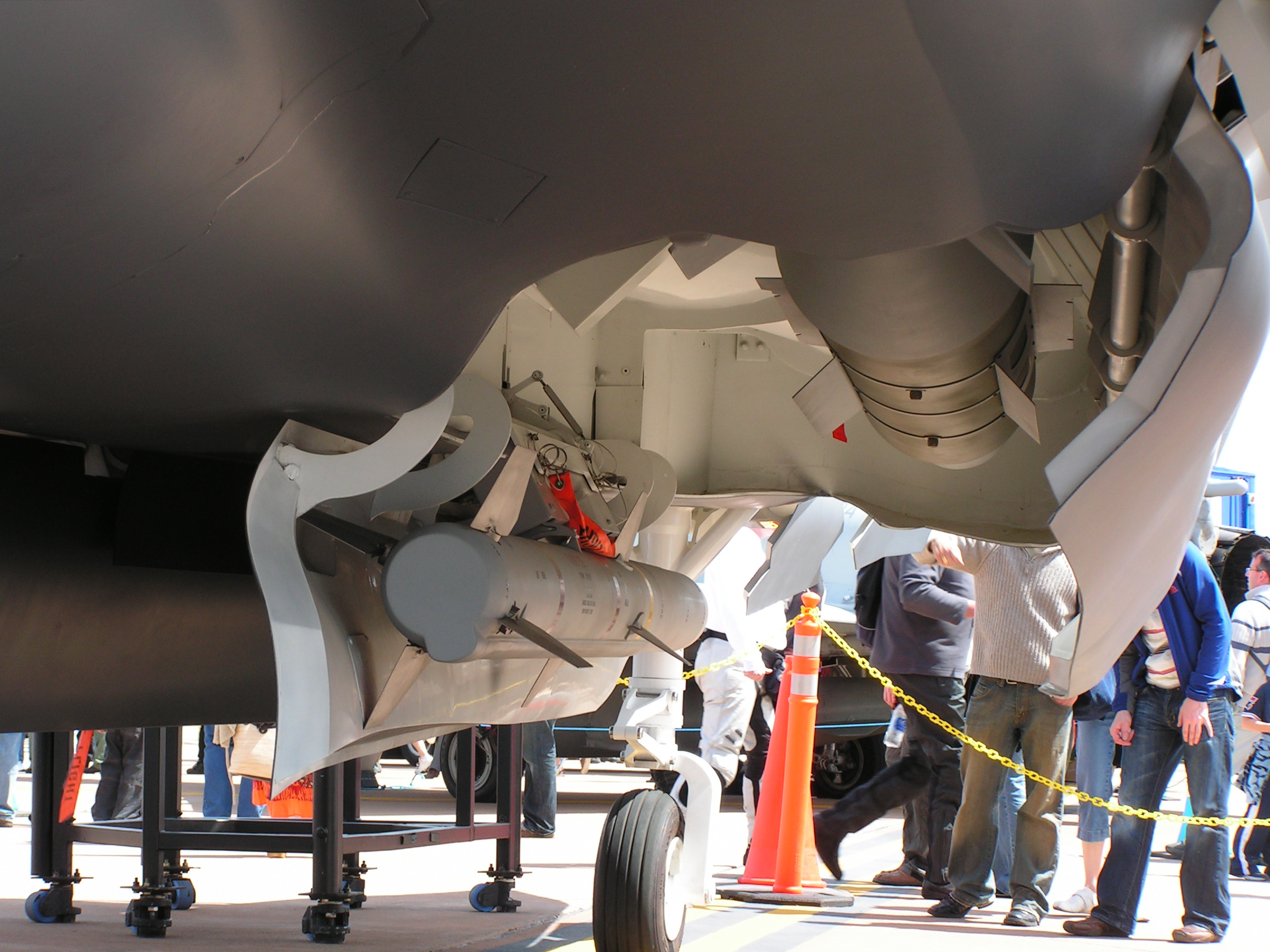
Pohled na výzbroj v pumovnici

Varianta F-35A je jediná, která je vybavena vnitřním kanónem GAU-22/A ráže 25 mm. Varianty F-35B a F-35C mohou mít kanón ukrytý v stealth kontejneru, upevněném na vnějším závěsníku.
Pokud si chce F-35 zachovat stealth vlastnosti, může uvnitř nést jen omezené množství raket typu vzduch-vzduch a vzduch-země. Letadlo je vybaveno dvěma vnitřními šachtami, z nichž každá disponuje dvěma závěsníky. Může tak nést jen 4 rakety vzduch-vzduch (AMRAAM, ASRAAM) nebo kombinaci dvou raket typu vzduch-vzduch a dvou přesně naváděných střel typu vzduch-země. S integrací zbraní dovnitř letadla souvisí jeden vážný problém, a tím je zvýšená teplota v obou šachtách. Ta hraničí s provozními limity plánované výzbroje, která nebyla konstruována na takový způsob nesení. Konstruktéři F-35 nebo vývojáři výzbroje budou proto muset přijít s řešením, jak předejít nežádoucímu vznícení munice.
V případě potřeby mohou být další rakety, pumy nebo přídavné nádrže připevněné na 6 vnějších závěsníků, avšak na úkor zvýšeného radarového odrazu. Závěsníky na koncích křídel jsou určeny pouze pro nesení lehčích raket typu vzduch-vzduch, jako jsou střely AIM-9X Sidewinder nebo ASRAAM.
Klíčem k dosažení počátečních operačních schopností letadel a později k plnému využití možností F-35 je software. Software F-35 bude obsahovat více než 8 milionů řádků kódu, což je čtyřikrát více než má první stealth stíhačka F-22 Raptor. Projekt vývoje softwaru a integrace zbraní je rozdělen do šesti fází, během nichž budou instalovány následující verze softwaru:
- Block 1A/1B – úvodní tréninková konfigurace[29]
- Block 2A – rozšířená cvičná konfigurace
- Block 2B – zabezpečuje dosažení počátečních operačních schopností letadel námořní pěchoty a použití zbraní ve vnitřních šachtách (AMRAAM, GBU-32, GBU-12).
- Block 3I – zabezpečuje dosažení počátečních operačních schopností letadel US Air Force a měla by být k dispozici do srpna 2016. Na rozdíl od předchozí verze by měla zajistit integraci nového procesoru a GBU-31.
- Block 3F – verze softwaru, která umožní použití zbraní i na externích závěsnících. Má být integrovaná v roce 2018 a kromě kanónu by měla umožnit použití celé škály zbraní, jako jsou AIM-120D AMRAAM, AIM-9X-2 Sidewinder, GBU-39, AGM 154a/C JSOW, GBU 10/12/16 Paveway II, GBU 24A/B Paveway III, Storm Shadow, AGM-158 JASSM. Zájmem Británie bude v rámci tohoto softwarového balíku integrovat tepelně naváděné rakety AIM-132 ASRAAM, řízené střely vzduch-země Brimstone a přesně naváděné pumy Paveway IV.[30]
- Block 4 – konečná verze, která by měla umožnit použití zbraní jako jsou pumy GBU-53, radarem naváděné rakety Meteor, ale také atomová bomba B61-12. V zájmu Norska bude integrovat protilodní střelu JSM (Joint Strike Missile), kterou v současnosti vyvíjí společnost Kongsberg Defence & Aerospace. Dokončení a instalace této verze softwaru je plánováno mezi lety 2020 a 2022.[31]

Integrace výzbroje do stíhačky je vždy „během na dlouhou trať“ a potrvá ještě mnoho let, než F-35 bude schopna využívat celé spektrum plánované munice. Přestože jde o náročný proces, postupně se daří integrovat stále více zbraní:
- Puma GBU-32 byla poprvé odhozena 8. srpna 2012 z letadla F-35B a to ve výšce 1280 m.[32]
- 907 kg vážící puma GBU-31 byla poprvé odhozena 16. října 2012 z letadla F-35A.[33]
- 7. července 2013 se uskutečnil první ostrý výstřel rakety vzduch-vzduch AIM-120C-5 a 30. října téhož roku i výstřel na letící terč.
- 21. října 2013 zrealizovala F-35B testovány odhození laserem naváděné pumy GBU-12.[34] První odhození této bomby z externích závěsů se uskutečnilo 23. září 2015 a celkově byly během testu odhozeny čtyři kusy.[35]
- 6. prosince 2013 letoun F-35B úspěšně vyzkoušel bombardování pozemního cíle pumou GBU-32 z výšky 7620 m.[36]
- 9. června 2015 začaly pozemní testy kanónu GAU-22/A, které se opakovaly ještě 12krát během následujících tří měsíců.[37]Po úspěšném ukončení této fáze pokračovalo testování střelby ve vzduchu. 30. října 2015 vyzkoušela stíhačka F-35A poprvé kanón GAU-22/A přímo během letu. Test funkčnosti kanónu proběhl úspěšně poté, co byla vystřelena jedna dávka po 30 nábojů a dvě dávky po 60 nábojů. Plná integrace GAU-22/A byla ukončena v roce 2017.[38]

## Služba

### Izrael
Velitel izraelských vzdušných sil generálmajor Amikam Norkin oznámil, že si v roce 2018 stíhačky F-35I prošly bojovým křtem. Norkin uvedl, že letadla podstoupila minimálně dvě bojové mise v oblasti Blízkého východu, blíže však nespecifikoval datum, místo ani způsob nasazení.
V březnu 2021 izraelský F-35 sestřelil dvě bezpilotní letadla pašující zbraně do Pásma Gazy.
V listopadu 2023 oznámilo izraelské letectvo, že v průběhu bojů s Hamásem sestřelil F-35I pomocí rakety typu AIM-9 Sidewinder střelu s plochou dráhou letu směřující z jihovýchodu na území Izraele.

### USA
K prvnímu bojovému nasazení došlo 27. září 2018 a zúčastnily se ho stroje americké námořní pěchoty F-35B. Stíhačky poskytovaly blízkou palebnou podporu pozemním jednotkám a při náletu použily přesně naváděné pumy GBU-32 JDAM, GBU-12 Paveway II a palubní kanóny. Americké letouny vzlétly proti bojovníkům Tálibánu z výsadkové lodi USS Essex (třída Wasp), která se v té době nacházela v Arabském moři.
5. dubna 2019 přesunulo americké letectvo stíhačky F-35A na základnu Al Dhafra ve Spojených arabských emirátech. Dva z těchto strojů uskutečnily 30. dubna nálet na síť tunelů a sklad zbraní v iráckém pohoří Hamrin, které vytvořili bojovníci Islámského státu. Při úderu byly použity přesně naváděné pumy JDAM. Šlo o první bojové nasazení amerických stíhaček verze F-35A.

### Spojené království
25. června 2019 se do boje proti militantním skupinám Islámského státu v Iráku a Sýrii přidaly britské F-35B. Stíhačky startující ze základny Akrotiri na Kypru sice neprovedly žádný nálet, uskutečnily však několik ozbrojených průzkumných letů.

## Incidenty a nehody
- 28. září 2018 havarovalo letadlo americké námořní pěchoty F-35B v blízkosti základny Beaufort v Jižní Karolíně. Příčiny havárie nejsou známé. Pilot se stihl katapultovat.[46]
- 9. dubna 2019 letadlo Japonských vzdušných sil sebeobrany (JASDF) zmizelo, pravděpodobně havarovalo, 135 km od základny u Misawy.
- 17. listopadu 2021 ve Středozemním moři havaroval letoun F-35B 617. peruti RAF, operující z paluby letadlové lodi HMS Queen Elizabeth. Pilot byl zachráněn po úspěšné katapultáži.[47]
- 4. ledna 2022 musel po selhání většiny palubních systémů, kromě řízení a motoru, letoun F-35A Letectva Korejské republiky nouzově přistát bez vysunutého podvozku.[48] Pilot vyvázl bez zranění, po dobu vyšetřování příčin incidentu byla jihokorejská flotila typu F-35 uzemněna.[49]
- 24. ledna 2022 havaroval F-35C perutě VFA-147 amerického námořnictva při pokusu o přistání na letadlové lodi USS Carl Vinson v Jihočínském moři. Pilot se z letadla katapultoval. Mluvčí námořnictva Mark Langford agentuře AP sdělil, že náraz stíhačky na palubu letadlové lodě byl jen „povrchový“. Při nehodě utrpělo zranění sedm lidí, včetně pilota. Tři byli ošetřeni na palubě a poté propuštěni, jeden zůstal hospitalizován na lodní ošetřovně, a zbývající tři byli ve stabilizovaném stavu evakuováni do zdravotnického zařízení v Manile.[50][51] 3. března 2022 bylo oznámeno, že vrak letounu byl z hloubi 12 400 stop (cca 3 780 m) úspěšně vyzdvižen.[52]
- 19. října 2022 havaroval F-35A na severním konci ranveje Hillovy letecké základny v Utahu. Pilot se úspěšně katapultoval.[53]
- 15. prosince 2022 při svislém přistání na ranveji základny NAS JRB Fort Worth havaroval F-35B procházející zkouškami před přejmutím Ozbrojenými silami USA. Jeho pilot se úspěšně katapultoval.[54]
- 18. září 2023 byly nalezeny severovýchodně od letecké základny Charleston u North Charlestonu v Jižní Karolíně trosky stroje, který se 17. září 2023 ztratil po katapultáži pilota.[55]

## Varianty

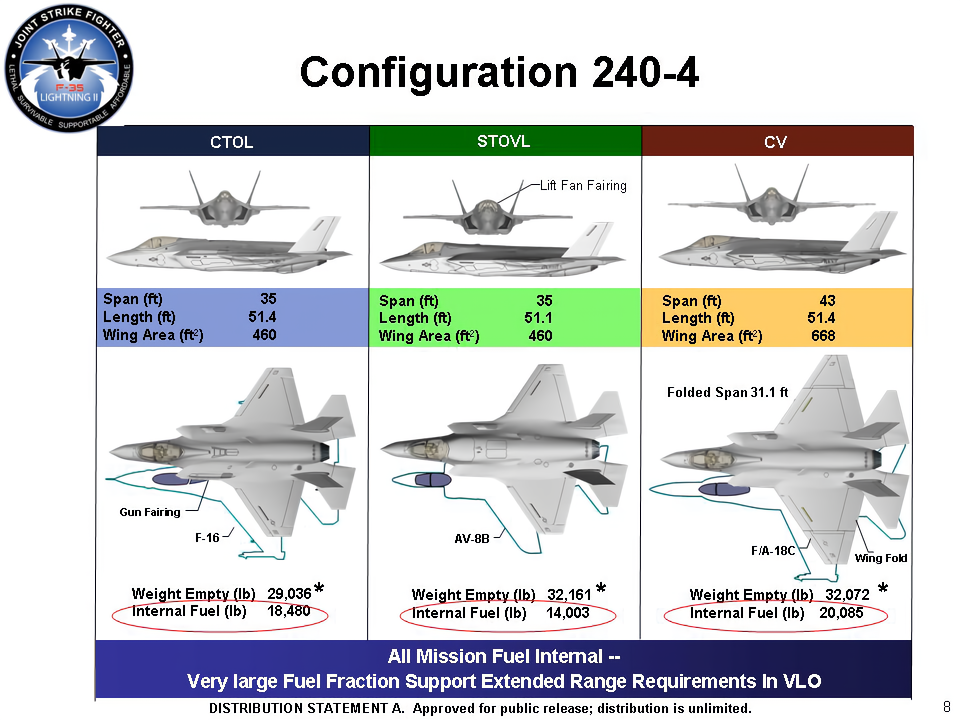
Přehled konfigurací verzí A, B a C. Ke srovnání slouží profily strojů F-16, AV-8B a F/A-18.

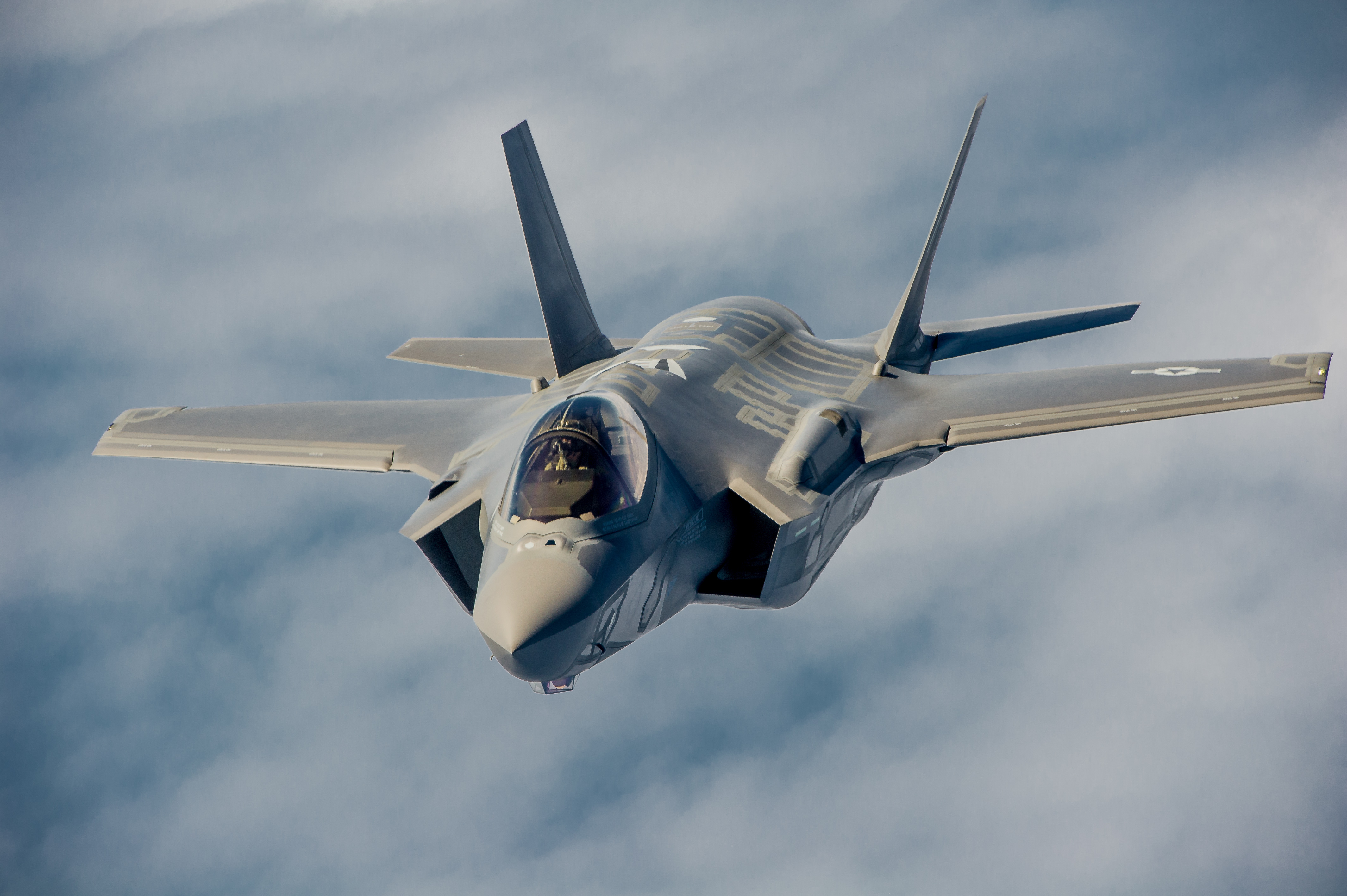
F-35A amerického letectva se blíží k tankeru KC-135

- F-35A je verze s konvenčním startem a přistáním (CTOL) pro USAF a vzdušné síly dalších států, jako jediná bude vybavena organickou hlavňovou výzbrojí. Je nejlehčí verzí F-35 a měla by se vyrovnat stíhačce F-16 ve schopnosti manévrovat a zvládat vysoké přetížení. Předčit by ji měla ve stealth vlastnostech, objemu vnitřních palivových nádrží a avionice. Měla by být schopna akcelerovat stejně rychle jako F-16, která má zavěšené externí palivové nádrže. Všechny tyto vlastnosti by jí měly zajistit větší schopnost přežití a americké letectvo plánuje postupně nahradit všechny F-16 letadly F-35A. Norské a finské[56] stroje verze F-35A budou mít na rozdíl od „áčkových“ verzí jiných států nainstalován brzdící padák.
- F-35B je varianta se svislým vzletem a přistáním (V/STOL) podobná svými rozměry variantě A. Zásadním rozdílem mezi těmito verzemi je integrace zdvihového dmychadla do F-35B, které jí umožňuje přistávat vertikálně a vzlétnout na velmi krátké dráze. Instalace tohoto zařízení zapříčinila, že F-35B má o 28 % menší vnitřní palivové nádrže než „áčko“. Dalším kompromisem je menší prostor v zbraňových šachtách, který mírně limituje možnosti vyzbrojit letadlo. Zatímco u F-35A byl kladen důraz na schopnost snést přetížení do 9g při náročnějších manévrech, F-35B je limitována na přetížení do 7g. USMC plánuje letadly F-35B (spolu s variantou F-35C) nahradit postupně všechny stroje F/A-18 Hornet (varianty A, B, C a D) do roku 2030 a s nimi i letouny AV-8B Harrier II.[57][58]
- F-35C je palubní varianta určená k operacím z letadlových lodí US Navy v konfiguraci CATOBAR. V porovnání s F-35A má verze F-35C větší křídla, které se na koncích dají složit, aby bylo možné na letadlové lodi převézt co nejvíce strojů. Větší plocha křídel umožňuje přistávat při nižší rychlosti, zvyšuje užitečné zatížení, objem vnitřních palivových nádrží a tím i dolet. Úpravou prošel také podvozek letounu, který je pro potřeby přistávání na lodi značně zesílený.
- F-35I je modifikace verze F-35A uzpůsobená speciálním požadavkům Izraelského vojenského letectva. Letoun bude mít upravenou elektroniku s možností rozšiřování o další volitelné bloky elektroniky vyvinuté pro Izraelské letectvo. Letoun bude podporovat externí podvěsy pro radioelektronický boj a bude modifikován pro podporu vlastní Izraelské zbraně jako například SPICE, nebo AIM-9X2.[59]
- CF-35 je modifikace verze F-35A uzpůsobená zvláštním potřebám Kanadského královského letectva. Letoun se liší oproti klasické F-35A brzdícím padákem kvůli brzdění na ledových plochách přistávacích drah a tankovacím systémem s ráhnem, jaký mají verze F-35B/F-35C.[60]

Pořizovací cena podle verzí je odhadována na 83,4 milionu dolarů pro F-35A, 108,1 milionu pro F-35B, 93,3 milionu pro verzi F-35C. Náklady na jednu hodinu létání jsou 35 200 dolarů u F-35A, 38 400 dolarů u F-35B, a 36 300 dolarů u F-35C.

## Uživatelé

Uživatelé F-35 Lightning II:
Provozovatel F-35A, F-35B & F-35C: (Spojené státy americké)
Provozovatelé F-35A & F-35B: (Itálie, Japonsko & Jižní Korea)
Provozovatelé pouze F-35A: (Austrálie, Belgie, Dánsko, Finsko, Nizozemsko, Norsko a Polsko)
Provozovatelé pouze F-35B: (Spojené království)
Provozovatelé pouze F-35I: (Izrael)
Čekají na doručení: (Finsko, Singapur, Švýcarsko, Německo, Česko)

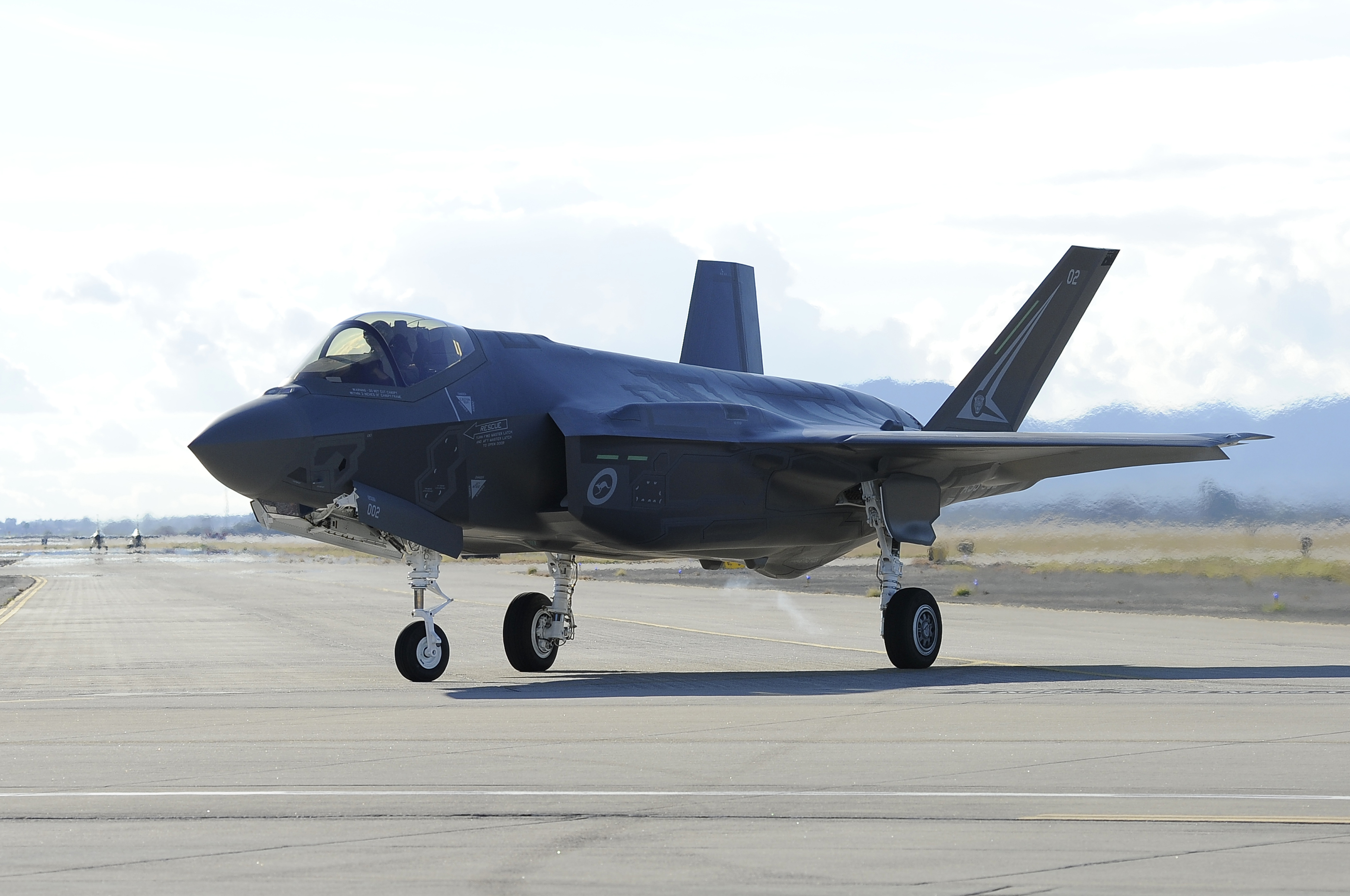
Jedna z prvních australských F-35A v prosinci 2014

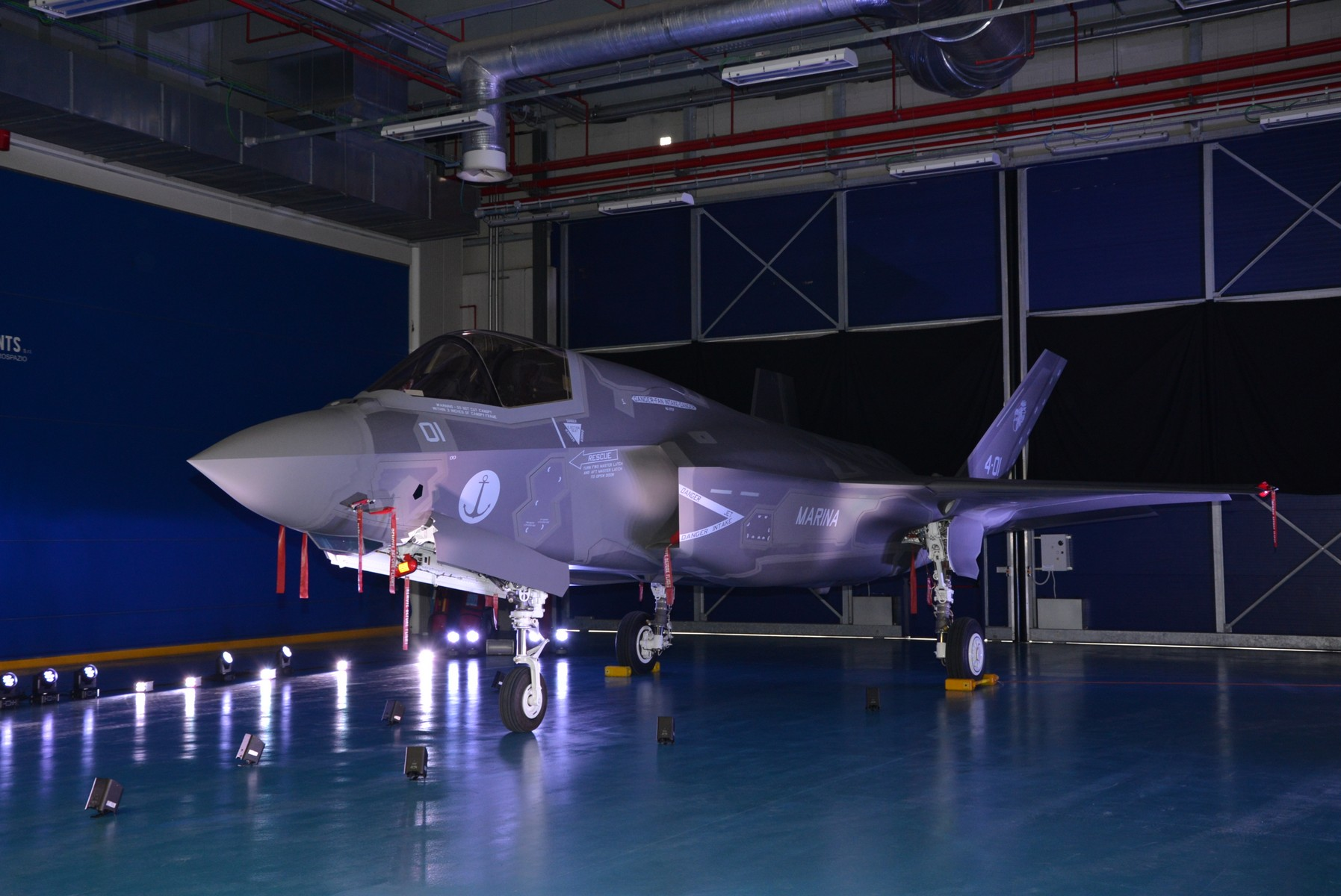
První italská F-35B

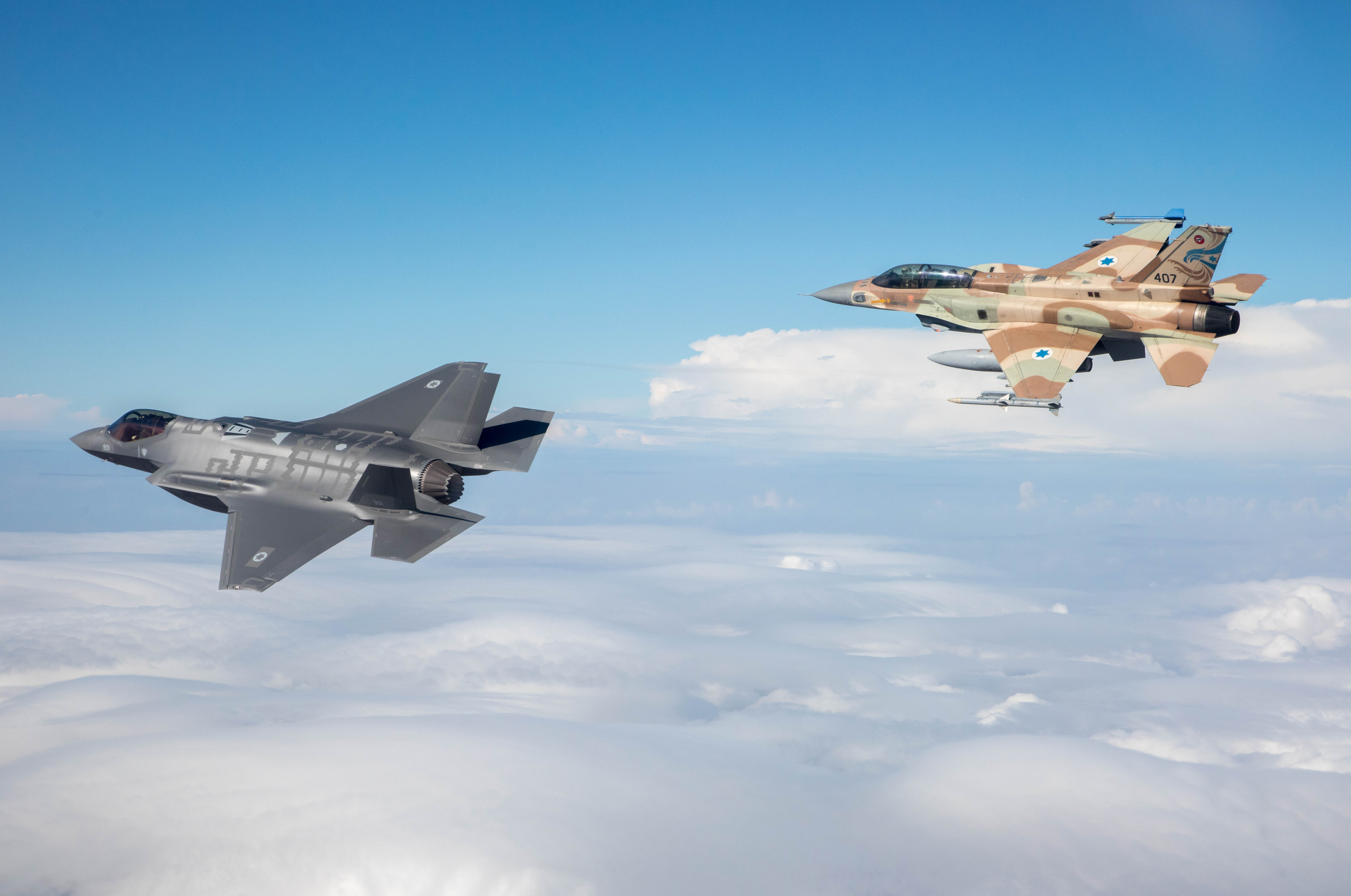
F-35I Adir s F-16I Sufa během prvního letu v Izraeli, prosinec 2016

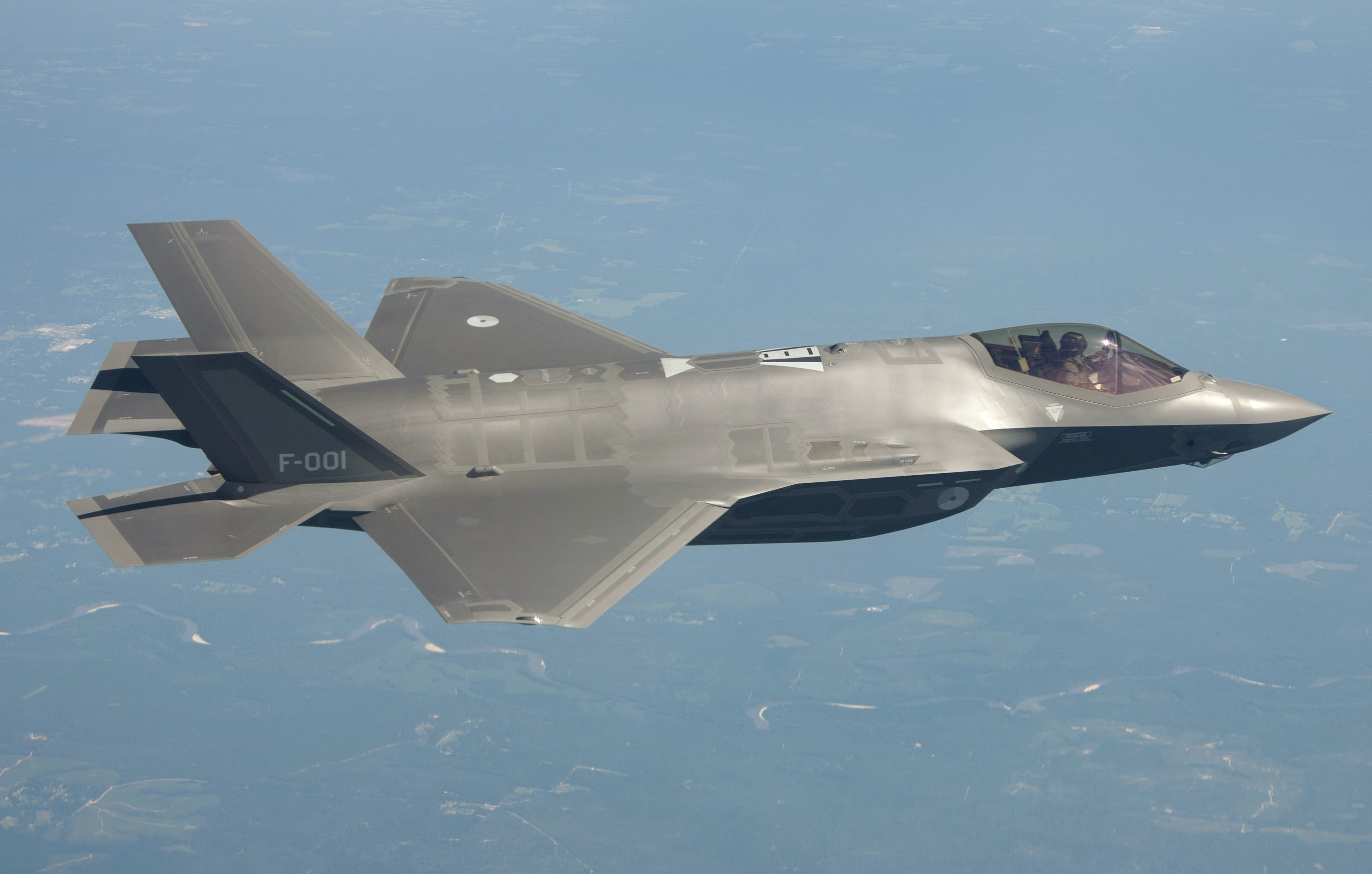
Nizozemská F-35A v červenci 2013

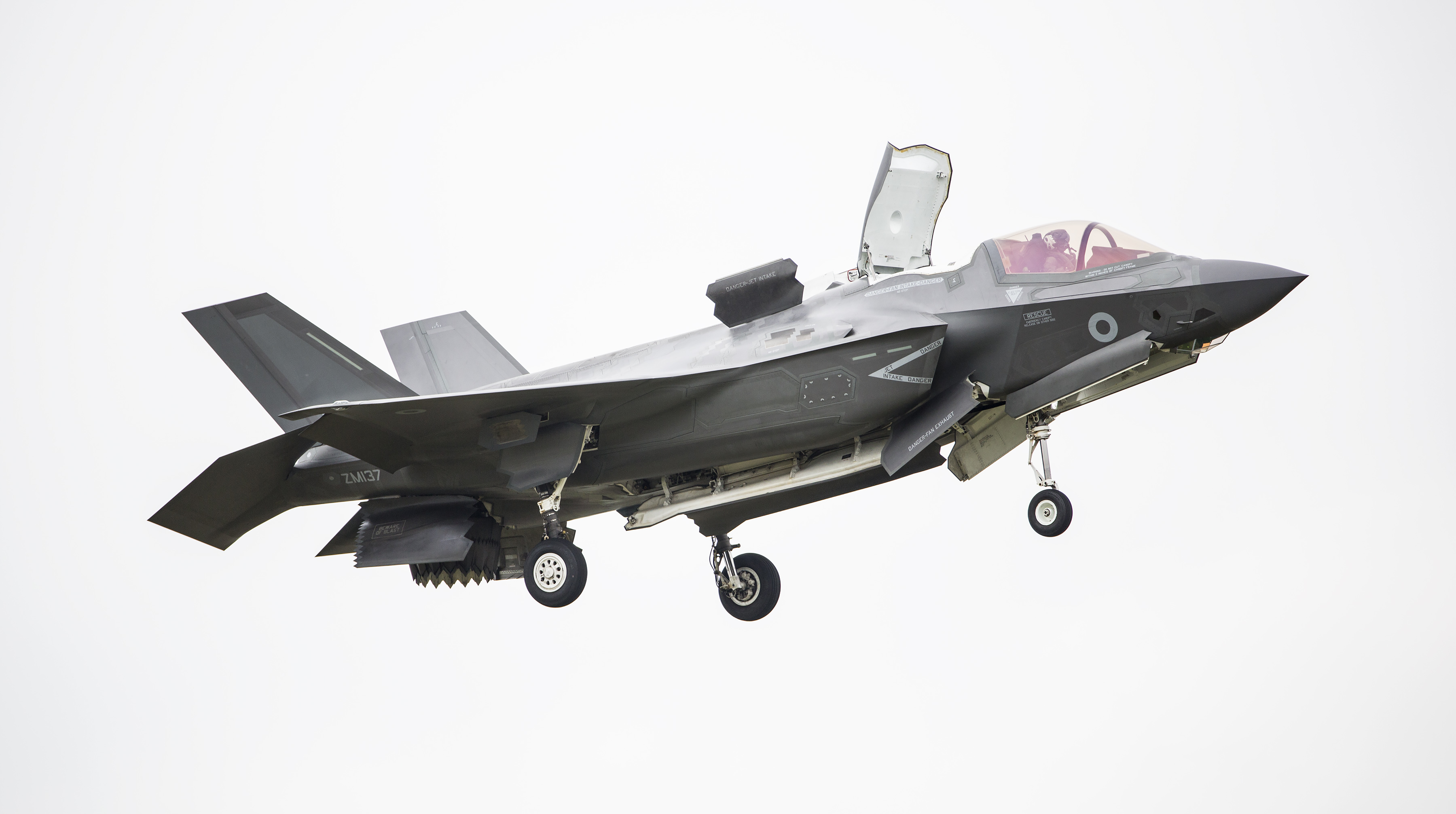
Britská F-35B se vznáší na Royal International Air Tattoo v roce 2016.

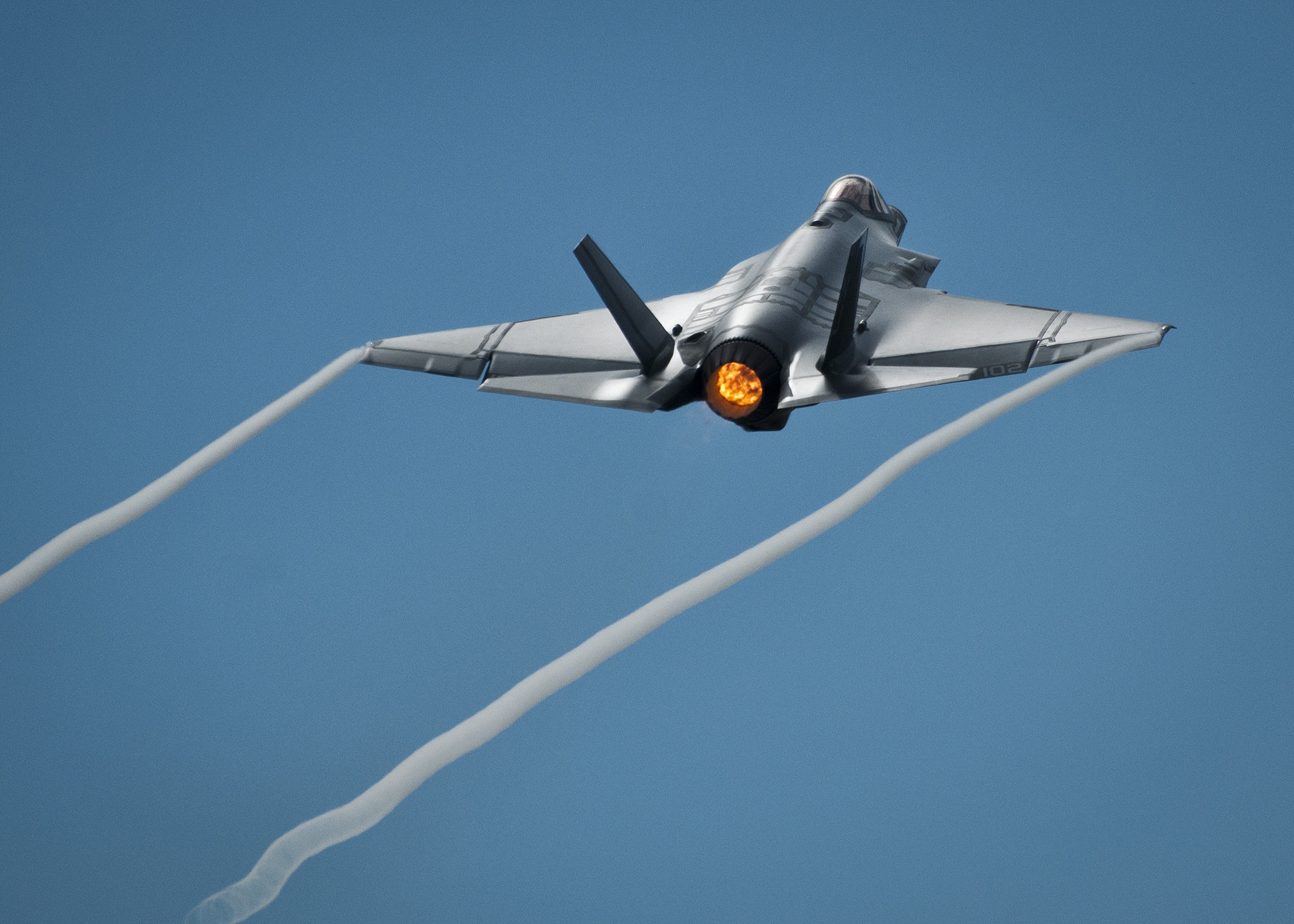
Vzlet F-35C amerického námořnictva z Eglin AFB

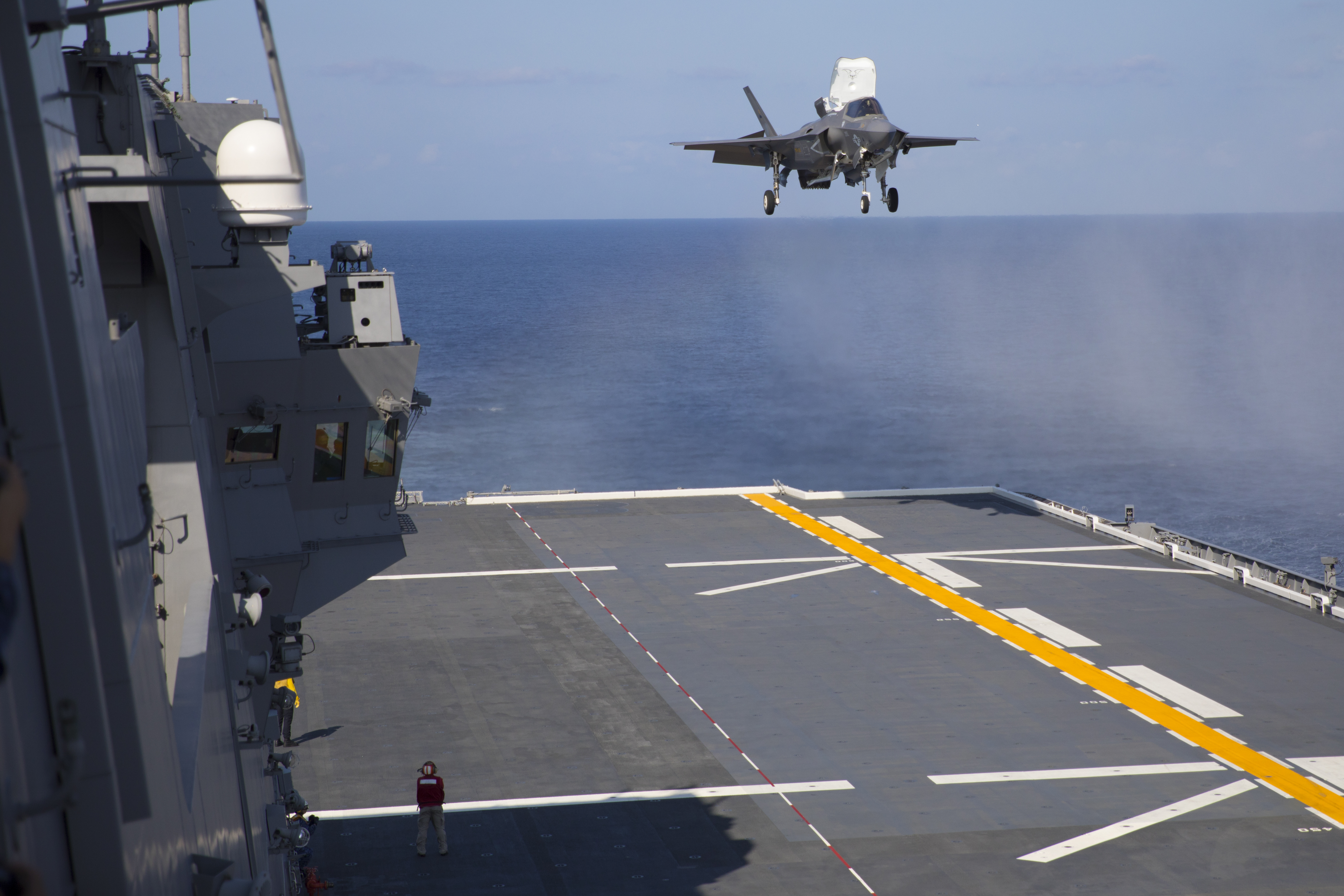
3. října 2021 provedly F-35B USMC první zkušební přistání a vzlety z JS Izumo

Austrálie
Royal Australian Air Force: Jako náhradu za letadla F/A-18 Hornet objednala Austrálie 72 strojů F-35A s cílem sestavit z nich tři operační letky. Všechny tři letky měly být připraveny k operačnímu nasazení do roku 2023. Celkové náklady na koupi letadel, vybudování potřebných zařízení, nákup zbraní a trénink pilotů představují 12,4 miliardy amerických dolarů. Výhledově plánovala i vytvoření čtvrté letky z dalšími 28 letouny F-35A. První dva letouny byly australskému letectvu předány v roce 2014 k testování a výcviku pilotů. V roce 2018 byl dodán zbytek první objednávky. Na konci roku 2024 letectvo převzalo posledních devět z objednaných 72 letounů F-35A.
 Belgie
- Belgické letectvo – 34 plánovaných F-35A[64][65][66]

 Česko
České letectvo – První zájem o F-35 projevila vláda Andreje Babiše v roce 2019. Vláda Petra Fialy zahájila 20. července 2022 jednání se Spojenými státy o dodávkách 24 stíhaček F-35A Lightning II, které by nahradily 14 pronajatých stíhaček JAS-39 Gripen C/D od švédské společnosti Saab a nákup byl 27. září 2023 vládou schválen v počtu 24 strojů F-35A. Nabídka na letouny, související vybavení, výcvik, munici a zajištění životního cyklu do roku 2034 je ve výši 106 miliard korun, náklady na infrastrukturu, palivo, přípravu personálu a odvod DPH mají činit 44 miliard korun. Kontrakt byl uzavřen 29. ledna 2024. Dodávky mají být rozděleny do dvou skupin po dvanácti strojích. První šestice letounů má být dokončena v roce 2029, kdy na nich mají ve Spojených státech zahájit výcvik čeští piloti. Další dva mají být vyrobeny roku 2030 a zbylá čtveřice roku 2031, kdy by také mělo být všech 12 strojů dodáno do Česka. Dalších 12 letounů má být vyrobeno v letech 2032–2034 v italském závodě. Dodávka má být dokončena roku 2035. Do budoucna mají kromě letounů JAS-39 Gripen nahradit i stroje Aero L-159.
Podle odhadů českého ministerstva obrany budou celkové náklady na pořízení a provoz letounů F-35 do konce jejich životnosti v roce 2069 dosahovat výše 322 miliard korun.
 Dánsko
Dánský parlament předběžně schválil 9. června 2016 objednávku 27 kusů varianty F-35A rozloženou mezi lety 2021 a 2026. Dne 7. dubna 2021 převzalo Dánské královské letectvo na základně Fort Worth první kus z plánované dodávky 27 strojů.
 Finsko
Finská vláda 10. prosince 2021 oznámila objednávku 64 kusů F-35A, které u Finského letectva nahradí stárnoucí stroje F/A-18C/D Hornet. Finské stroje budou stejně jako norské vybaveny brzdicím padákem. Dodávka má proběhnout v letech 2025–2030, a náklady dostoupí výše okolo 10 miliard €, což zahrnuje i výdaje na provoz a údržbu před rokem 2031.
 Itálie
Italské letectvo: 7. září 2015 vzlétl z italské letecké základny v Cameri první F-35A vyrobený mimo území USA. Je produktem montážního a opravárenského podniku FACO, patřícího pod společnost Alenia Aermacchi. V rámci licenční smlouvy by mělo být v Itálii pro italské letectvo smontováno 60 strojů F-35A .
Italské námořnictvo by mělo dostat 30 kusů F-35B.
 Izrael
Izraelské vojenské letectvo: 7. října 2010 se Izrael stal prvním zahraničním zákazníkem, když podepsal smlouvu na nákup 19 stíhaček F-35I Adir (upravené F-35A umožňující integraci avioniky a výzbroje izraelského původu). Po podepsání druhé smlouvy v roce 2015 na nákup dalších 14 kusů bude Izrael disponovat celkem 33 letadly F-35. Smlouva zahrnovala možnost opce na dalších 17 kusů. První dvě F-35 by měly být dodány již v roce 2016, čímž se stane Izrael jediným provozovatelem stíhačky 5. generace na Středním východě. Ve druhém kontraktu byla jednotková cena za F-35 sjednána v částce 110 milionů amerických dolarů. První stroj určený pro Izrael, letoun sériového čísla 901, byl veřejnosti představen 22. června 2016 a dodání prvních dvou sériových exemplářů je plánováno na prosinec 2016. Izraelská strana také zvažuje možnost objednávky dalších 25-50 kusů, včetně V/STOL varianty F-35B. Dne 12. prosince 2016 140. peruť na základně Nevatim převzala první dva kusy, a k 16. září 2019 vojenské letectvo Izraele disponovalo celkem 18 letouny F-35I, u nichž deklarovalo dosažení počáteční operační způsobilosti typu. Podle prohlášení velitele izraelských vzdušných sil generála Amikama Norkina z května 2018 již došlo k jejich bojovému nasazení.
 Japonsko
Japonské vzdušné síly sebeobrany objednaly 42 strojů F-35A jako náhradu za zastaralé F-4 Phantom. Dodávky prvních letadel začaly v roce 2016, objednávka by měla být dokončena v roce 2022. Jeden letoun byl ztracen při nehodě v dubnu 2019. V červenci 2020 došlo k objednání dalších 63 kusů F-35A a 42 kusů F-35B. Kolmo přistávající F-35B budou nasazeny na vrtulníkové torpédoborce třídy Izumo.
 Jižní Korea
Letectvo Korejské republiky objednalo 40 kusů F-35A.
Námořnictvo Korejské republiky plánuje objednat okolo 20 kusů F-35B.
 Nizozemsko
Nizozemské královské letectvo závazně 25. března 2015 objednalo 8 kusů F-35A, jejichž dodávky začnou v roce 2019. Celkově chce Nizozemsko zakoupit minimálně 37 letadel, a nahradit tak stárnoucí stroje F-16. V současnosti již Nizozemsko disponuje dvěma F-35, které slouží k testování a zácviku pilotů.
 Norsko
Norské královské letectvo: v listopadu 2008 se Norové rozhodli nahradit letky F-16 letadly F-35A. Objednáno bylo celkem 52 strojů, které byly postupně dodány do dubna 2025.
 Polsko
Polské letectvo plánuje nákup 32 kusů verze F-35A. Kontrakt v celkové hodnotě 4,6 miliardy USD byl podepsán 31. ledna 2020, dodávky jsou plánovány na roky 2024–2030, mají nahradit zastaralé postsovětské MiG-29 a Su-22.
 Rumunsko
Rumunské letectvo – 11. dubna 2023 Nejvyšší rada obrany Rumunska oznámila záměr k posílení obranyschopnosti země zakoupit 32 stíhaček F-35. Dne 21. listopadu 2024 podepsalo Rumunsko kontrakt na nákup 32 strojů ve verzi F-35A v odhadované hodnotě 6,5 miliard USD. První letouny by měly být dodány v první polovině 30. let.
 Singapur
Singapurské letectvo v lednu 2019 oznámilo úmysl nahradit brzy po roce 2030 své letouny F-16 a předběžné rozhodnutí o nákupu menšího počtu F-35. V lednu 2020 došlo k uzavření smlouvy na nákup čtyř strojů ve verzi B, s možnou opcí na nákup dalších osmi. V únoru 2023 se Singapur rozhodl využít této opce a rozšířit svou flotilu F-35B celkově na 12 kusů.
 Spojené království
Royal Air Force a Royal Navy zatím závazně objednaly 48 ks F-35B z celkově plánovaného množství 138 letadel. Británii byly dosud[kdy?] dodány 4 kusy k testování a výcviku pilotů. Prvním operačním útvarem Britských ozbrojených sil vybaveným typem Lightning II se stala 617. peruť RAF, reaktivovaná v dubnu 2018.
V roce 2025 bylo rozhodnuto, že královské letectvo získá dvanáct letounů F-35A a americké taktické jaderné pumy B61-12 v rámci aliančního programu Nuclear Sharing. Královské letectvo tak obnoví svou schopnost jaderného úderu, neboť od 90. let 20. století se země omezila na raketonosné ponorky.
 Spojené státy americké
Letectvo Spojených států amerických plánuje obstarat celkem 1763 kusů F-35A. Počátkem roku 2024 disponovalo 302 stroji F-35A.
Námořní pěchota Spojených států amerických plánuje obstarat celkem 353 kusů F-35B a 67 kusů F-35C. Počátkem roku 2024 disponovalo 112 stroji F-35 (bez rozlišení verzí).
Námořnictvo Spojených států amerických plánuje obstarat celkem 273 kusů F-35C. Počátkem roku 2024 disponovalo 30 stroji F-35C.
 Turecko
Turecké letectvo objednalo 6 strojů F-35A, a celkově plánovalo obstarat až 100 kusů, ale Turecko bylo z programu vyřazeno v červenci 2019, po nákupu ruského protiletadlového raketového systému S-400. Čtyři již předané stroje zůstaly zadrženy na arizonské letecké základně Luke AFB.

## Potenciální uživatelé
Kanada
Kanadské královské letectvo – kanadská vláda 28. března 2022 oznámila, že verze F-35A zvítězila v soutěži na nový stíhací letoun, který nahradí typ CF-18 Hornet, a s firmou Lockheed Martin bude zahájeno jednání o uzavření smlouvy na koupi 88 kusů. Tato zakázka, v celkové hodnotě 19 miliard kanadských dolarů (317 miliard Kč), byla oficiálně potvrzena 9. ledna 2023.
 Německo
Německé letectvo – v rámci posilování německých obranných schopností, vzhledem k narůstajícímu napětí v Evropě, bylo počátkem února 2022 oznámeno, že je zvažován nákup strojů F-35, které by  nahradily vyřazovaný typ Panavia Tornado, a v březnu následovalo oznámení koupě až 35 strojů. Smlouva byla podepsána v prosinci téhož roku. Letouny by měly být dodány v letech 2026 až 2029.
 Řecko
Řecké letectvo – V lednu 2024 schválila americká vláda prodej 40 kusů F-35 Řecku.
 Švýcarsko
Švýcarské vzdušné síly – švýcarská vláda 30. června 2021 navrhla Spolkovému shromáždění aby schválilo nákup 36 kusů verze F-35A, z předložených nabídek nejlépe vyhovující pro zajištění budoucích potřeb obrany země, a 29. listopadu 2021 na ně uzavřela kupní smlouvu.
 Thajsko
Thajské královské letectvo – Thajské letectvo plánuje zakoupit 8 stíhaček F-35, jež by měly nahradit stroje F-16.

## Specifikace

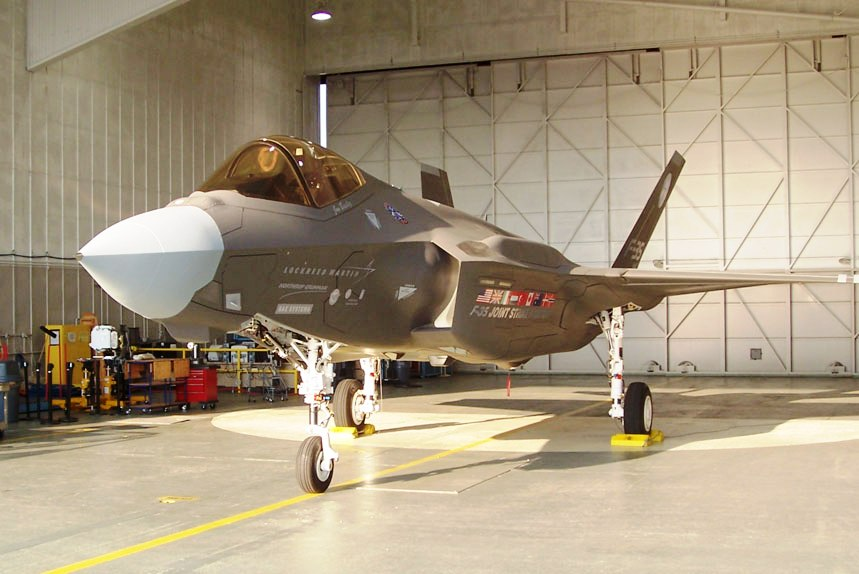
První z 15 předsériových F-35

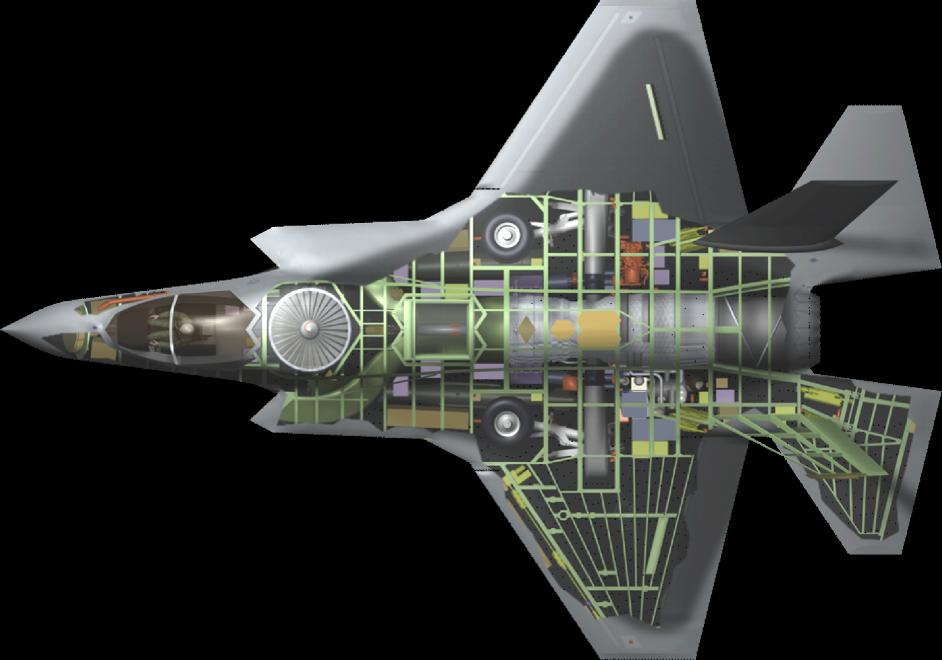
F-35B v řezu

### Technické údaje
- Posádka: 1
- Rozpětí:
  - F-35A: 10,7 m
  - F-35B: 10,7 m
  - F-35C: 13,1 m (9,1 se složenými křídly)
- Délka:
  - F-35A: 15,4 m
  - F-35B: 15,4 m
  - F-35C: 15,5 m
- Výška:
  - F-35A: 4,6 m
  - F-35B: 4,6 m
  - F-35C: 4,7 m
- Nosná plocha:
  - F-35A: 42,7 m²
  - F-35B: 42,7 m²
  - F-35C: 57,6 m²
- Hmotnost prázdného stroje:
  - F-35A: 13 199 kg
  - F-35B: 14 700 kg
  - F-35C: 15 800 kg
- Maximální vzletová hmotnost:
  - F-35A: 31 800 kg
  - F-35B: 27 300 kg
  - F-35C: 31 800 kg
- Pohonná jednotka:
  - F-35A: 1× dvouproudový motor Pratt & Whitney F135 (tah 191 kN)
  - F-35B: 1× dvouproudový motor Pratt & Whitney F135 + hřídelí hnané dmychadlo Rolls-Royce/Allison pro svislý vzlet (tah 80 kN)
  - F-35C: 1× dvouproudový motor Pratt & Whitney F135
- Tah/hmotnost: 0,683 (výpočet)

### Výkony (F-35A)
- Maximální rychlost: Mach 1,6+[115] (1 200 mph, 1 930 km/h) Testováno až do Mach 1,61[116]
- Dolet: 2 220 km (se zásobou vnitřního paliva)
- Bojový dolet: 1 090 km (se zásobou vnitřního paliva)[117]
- Dostup: 18 288 m[118]
- Stoupavost: důvěrné (pro veřejnost není dostupné)
- Plošné zatížení: 446 kg/m²
- Tah/hmotnost:
  - S palivem: 0,87
  - S 50 % paliva: 1,07

### Výzbroj
- Kanóny:
  - F-35A 1× čtyřhlavňový Gatlingův rotační kanón General Dynamics GAU-22/A ráže 25 mm; palebný průměr je 180 nábojů[Poznamky 1]

6× vnějších externích závěsníků na křídlech o celkové nosnosti 6800 kg. Dvě vnitřní pumovnice se dvěma závěsy o celkové nosnosti 2600 kg. Celková nosnost výzbroje/výstroje 8200 kg.
Možná kombinace výzbroje:
- Pumy:
  - GBU-12 Paveway II, nebo
  - GBU-31/32/38 JDAM, nebo
  - AGM-154 Joint Standoff Weapon, nebo
  - CBU-87/89, nebo
  - CBU-103/104/105 WCMD, nebo
- Střely vzduch-země:
  - Brimstone, nebo
- Protiletadlové střely:
  - AIM-120 AMRAAM, nebo
  - AIM-132 ASRAAM

## Kontroverze v ČR
Proti akvizici F-35 českou armádou, kterou podepsala koaliční vláda Petra Fialy, vystupuje v roce 2024 ANO, SPD, Stačilo! a další opoziční strany. Mezi jejich argumenty patří přílišná doba do dodání nebo vyjednaná cena (např. že Rumunsko má nižší cenu, to však je teprve na začátku akvizičního procesu).